# Pfarrkirche St. Gervasius und Protasius (Sechtem)

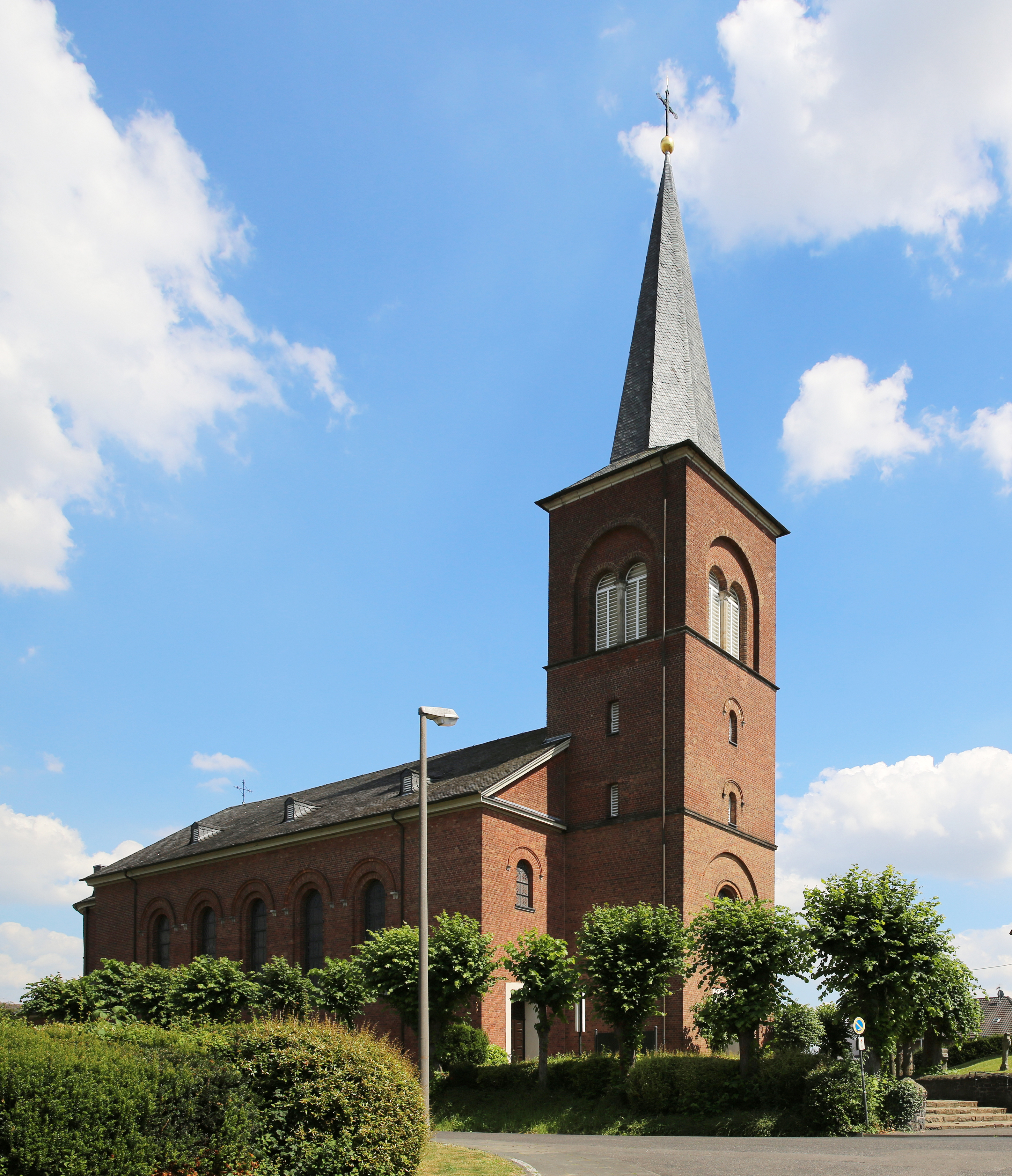
St. Gervasius und Protasius in Sechtem

Die Pfarrkirche St. Gervasius und Protasius der katholischen Kirchengemeinde Sechtem befindet sich in einem der größeren Stadtteile der im linksrheinischen Rhein-Sieg-Kreis gelegenen Stadt Bornheim in Nordrhein-Westfalen. Die Kirche steht wahrscheinlich in der Nachfolge des ältesten christlichen Gotteshauses der Region. Die Bauausführung einer dem mittelalterlichen Gotteshaus an gleicher Stelle nachfolgend errichteten heutigen Pfarrkirche unterstand einer Kommission, die von dem Königlich-Preußischen Kommunalbaumeistern Schopen und Werner geleitet wurde. Diese realisierten die Entwürfe des 1845 verstorbenen Architekten Peter Josef Leydel (1798–1845), der sie in dem von ihm favorisierten Stil des Neoklassizismus 1842 entworfen hatte, indem sie den Neubau in knapp zwei Jahren Bauzeit im April 1848 vollendeten. Die Pfarrkirche, die den Heiligen Gervasius und Protasius geweiht wurde, ist eines der zahlreichen denkmalgeschützten Gebäude der Stadt Bornheim.

## Lage des Kirchbergs
Fast die gesamte Gemarkung des Ortes erstreckt sich in einer zwischen dem Vorgebirge und dem Rhein gelegenen Senke, aus der sich lediglich der sogenannte Kirch- oder Nikolausberg im Südwesten des alten Ortskernes abhebt. Auf dieser schon zur Römerzeit – wohl zu militärischen Zwecken – geschaffenen, aber im Lauf der vergangenen nahezu 2000 Jahre erodierten Anhöhe, stehen Pfarrkirche und die dieser benachbarte, dem heiligen Nikolaus geweihte Kapelle. Die ehemals von einem Kirchhof umschlossenen historischen Bauwerke befinden sich an der zwischen Krausplatz, Brüsseler Straße und der an der Kirchennordseite verlaufenden Straßburger Straße, der ehemaligen Kirchstraße.

## Anfänge, Befunde der Archäologie am Kirchberg

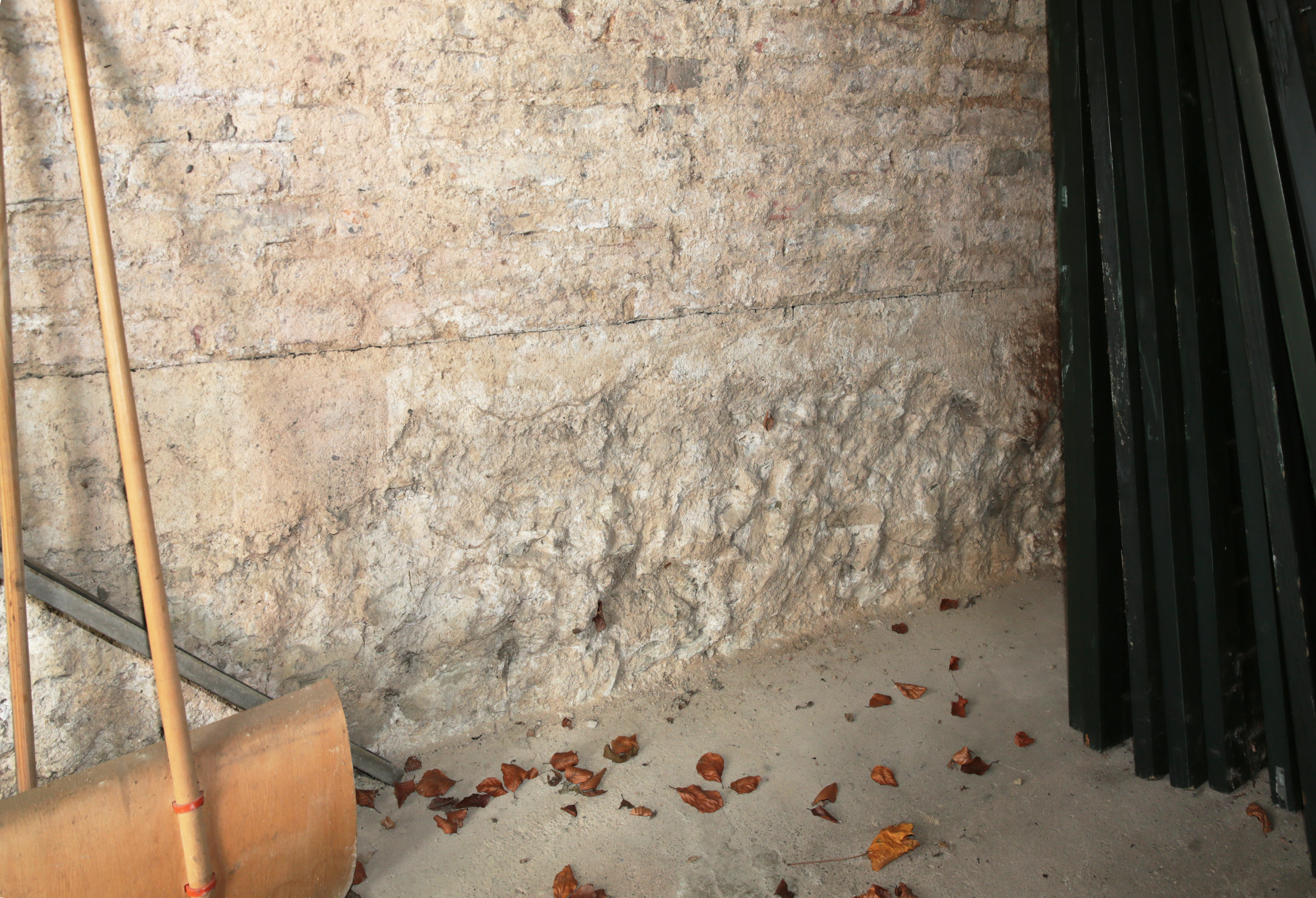
Opus caementicium im Pfarrhaus-Nebengebäude

Bei dem geschichtsträchtigen Kirchengelände der Ortsmitte soll es sich um den Standort eines quadratisch angelegten Kastells innerhalb einer römischen Ansiedlung gehandelt haben. Diese Annahme erhärten die in Sechtem bei Grabungen des 19. und 20. Jahrhunderts festgestellten außergewöhnlich großen Mengen römischen Mauerwerks sowie die geborgenen vielfältigen Artefakte des täglichen Lebens jener Zeit. Zu den gehäuft im Rheinland (Germania inferior) festgestellten Bestattungsplätzen der Spätantike gehört auch der Sechtemer Kirchberg, dessen festgestellte Gräber und nur teilweise geborgenen Weihesteine der Matronen durch den Kirchneubau zu Tage traten. Es wurden neben mehreren im Boden verbliebenen, auch eingemauerte Matronensteine der gallo-römisch-germanischen Muttergottheiten festgestellt, jedoch auch einige Exemplare geborgen, darunter einer, der der Göttin Amanda geweiht worden war.
Zu den auf römischem Mauerwerk ruhenden Kirchenfundamenten und dem Baumaterial der vormaligen alten Kirche kam in jüngerer Zeit die Aufdeckung einer noch bis um das Jahr 400 bewohnten Villa rustica sowie die Auffindung eines mit gut erhaltener Inschrift versehenen fränkischen Grabsteines des Knaben Godewin aus der Mitte des 7. Jahrhunderts. Die Inschrift bewies nicht nur die frühe Existenz der Ortschaft Sechtem, sondern auch das Vorhandensein einer christlichen, mit Beerdigungsrecht (Tauf-, Eheschließungs- und Bestattungsrecht oblag lange der Pfarrkirche) ausgestatteten Kirche des Ortes und macht eine gewisse Kontinuität der Besiedlung und des religiösen Lebens erkennbar.

### Von heidnischen Kultstätten zur christlichen Kirche

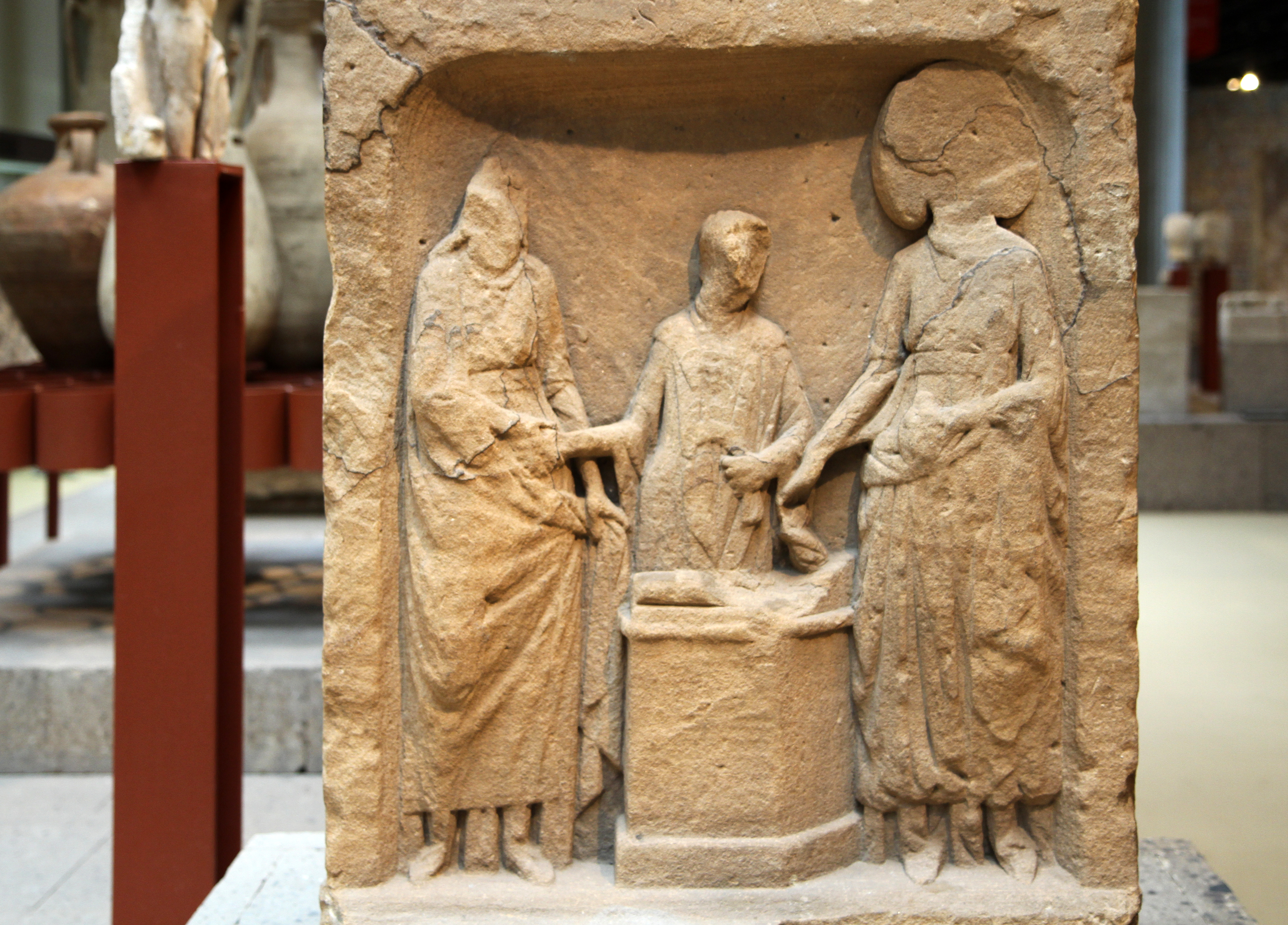
Original des Weihereliefs für den Gott Mercur, Anfang 3. Jahrhundert, Fundort Sechtem
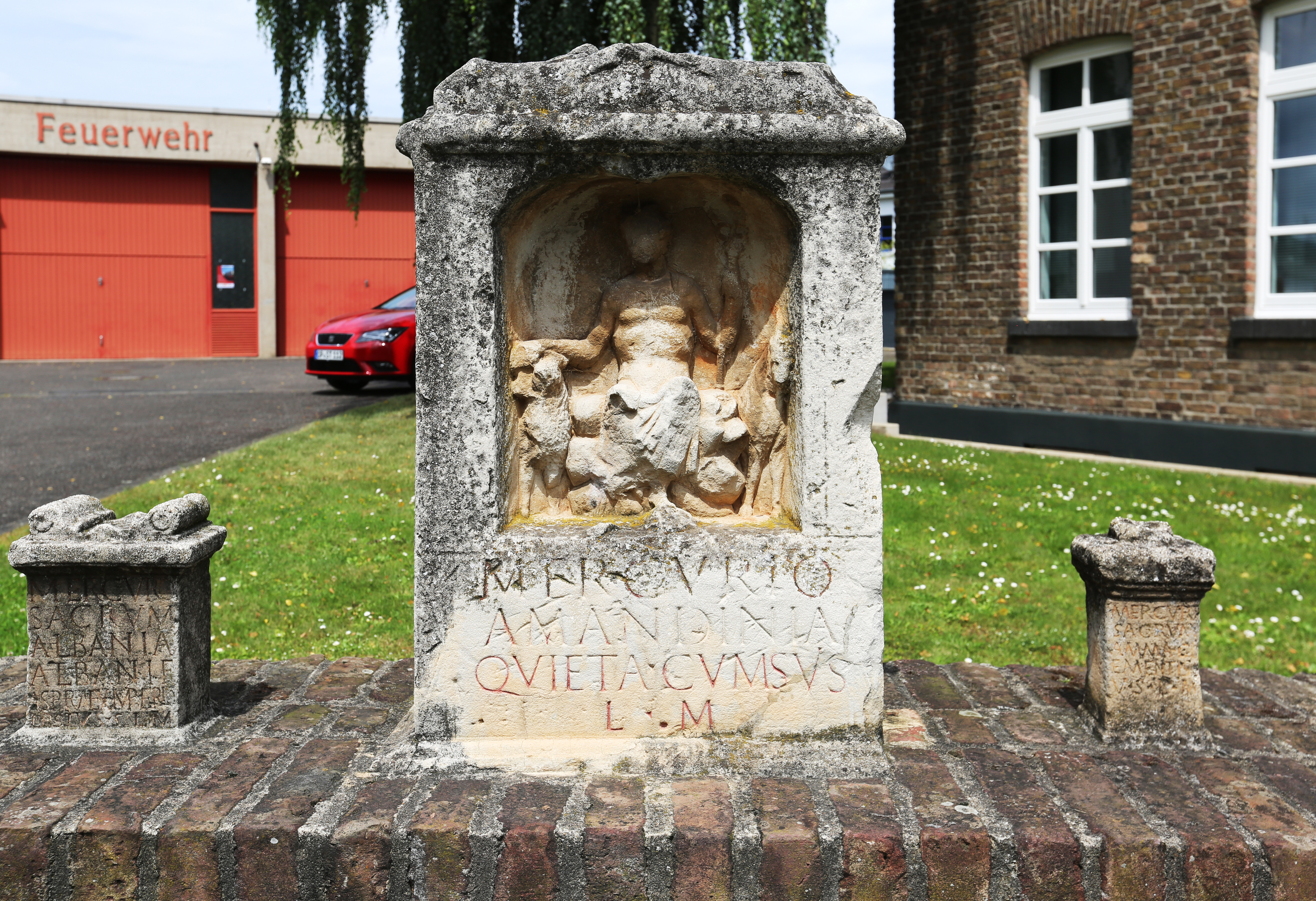
Repliken des Gesamtfundes am Fundort

Die erste Auffindung eines antiken Weihesteines ist in Sechtem für 1845 belegt. Die von der jüngeren Forschung, aber auch die von Maaßen 1885 hervorgehobene hohe Zahl (bisher fünf) geborgenen Weihesteine oder Altäre, die dem römischen Handelsgott Merkur geweiht worden waren, fanden sich vor allem im Bereich von Kirche, Kapelle und Pfarrhaus des Ortes. Die Funde ließen Vertreter der Provinzialrömischen Archäologie schon früh auf ein dortiges größeres Mercurius – Heiligtum des antiken „ad septimam leugam“ – schließen. Neben diesen Funden im Bereich der Nikolauskapelle wurde 1975 ein Matronenstein freigelegt, und jüngere Forschungsergebnisse aus dem Jahr 1999 belegten das Vorhandensein eines Mithräums auf dem Areal eines römischen Gutshofes im Südwesten des Ortes. Offenbar wurde das Heiligtum um das Jahr 400 nach einem offiziellen, möglicherweise von Theodosius erteiltem, Verbot der heidnischen Kulte durch Christen zerstört.
Aus der Verehrung diverser Gottheiten der Römer und der dann folgenden Vermischung heidnisch-christlicher Anbetungsformen entwickelte sich die in fränkisch-karolingischer Zeit forcierte Christianisierung und wurde in Form der Römisch-katholischen Kirche zur Staatsreligion.

## Patrozinium

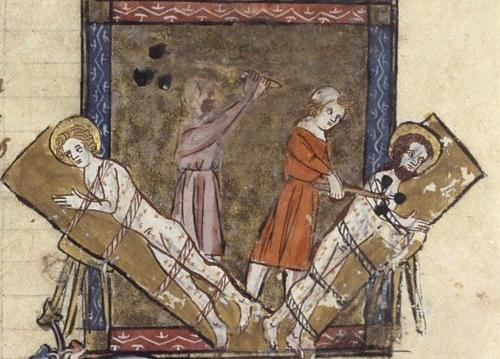
Martyrium von Gervasius und Protasius (Manuskript 14. Jh.)

Bei dem zuerst genannten Titelpatron Gervasius und dem weiteren Patron der Sechtemer Kirche Protasius soll es sich um Mailänder Märtyrer handeln, die im Jahr 386 durch Bischof Ambrosius erhoben wurden. Nach dem Erhebungsjahr soll eine schnelle Verbreitung der Reliquien beider Märtyrer eingesetzt haben, die zur Bildung einer Reihe von Kathedralpatrozinien der beiden Patrone im römisch-fränkischen Gallien (Nordfrankreich/Belgien) geführt haben. Das Doppelpatrozinium der Heiligen Gervasius und Protasius hatte während der Zeit des Gregor von Tours seine Blütezeit. In der späteren Merowingerzeit wurde die Wahl dieses Patroziniums nicht mehr nachgewiesen und blieb im Vergleich zu anderen Patrozinien bis in die heutige Zeit in der Römisch-katholischen Kirche in Deutschland eine Seltenheit. So hat für das gesamte Rheinland nur in Trier ein Patronat des Gervasius überdauert. Es war die spätantike Kirche Alt-Gervasius, die in den römischen Kaiserthermen errichtet wurde und ab dem Beginn des 12. Jahrhunderts in Quellen genannt wurde.
Eine weitere These zur Herkunft der Kirchenpatronats besagt, dass ein in Soissons beheimatetes Frauenkloster bereits im frühen Keldenich eine Niederlassung gegründet hatte, dessen Benediktinerinnen ebenfalls der Abtei Notre Dame unterstanden. Dieses Kloster am Vorgebirgsrand galt als begütert, und einer der Klosterhöfe – der Sechtemer Landskroner oder Stapelhof – befand sich in Sichtweite der dortigen Pfarrkirche. Möglicherweise waren es Nonnen aus Soissons, die dann das heimische Bistumspatronat nach Sechtem brachten.

## Pergamenturkunden und Steinzeugnisse

### Godvine-Stein
Der schon erwähnte, erst 1944 im Kölner Kunsthandel aufgetauchte fränkische Grabstein, ist nur als Fragment aus weißem Sandstein erhalten und hat ein verbliebenes Maß von ca. 16 × 25 × 7 cm. Die darauf erkennbare Inschrift muss daher als unvollständig angesehen werden, führt aber überaus wichtige Details an. Dem Stil nach ordnete man die Schrift als Vokalismus des frühen karolingischen Vulgärlateins ein, eine Kategorisierung, die durch weitere Charakteristika des Schriftbildes erhärtet wurde. Im Text enthalten sind der Name des Bestatteten und die seltene Angabe des Titelpatrons der Kirche am Bestattungsort. Darin sahen die Kirchenhistoriker Wilhelm Neuß und Paul Heusgen die Sechtemer Kirche oder deren ehemals anliegenden Friedhof als Fundort. Der Godvine-Stein ist zudem ein Nachweis einer frühen Pfarrkirche, da (wie zuvor) nur einer solchen das Bestattungsrecht verliehen wurde.
Die Inschrift lautet:

„[+] cundetur hu

[c] tumulum in ba-

sileca s(an)c(t)i Gerva-

si Godv<i?>ne carus

[pare]ntebus vix-

[lit …“

Ein Abguss der Sandsteintafel soll sich nach der Autorin Hemgesberg im Rheinischen Landesmuseum Bonn befinden, eine in der Abhandlung vorhandene Fotografie zeigt im Untertitel die Inventar-Nr. 44. 263

### Dietkirchen

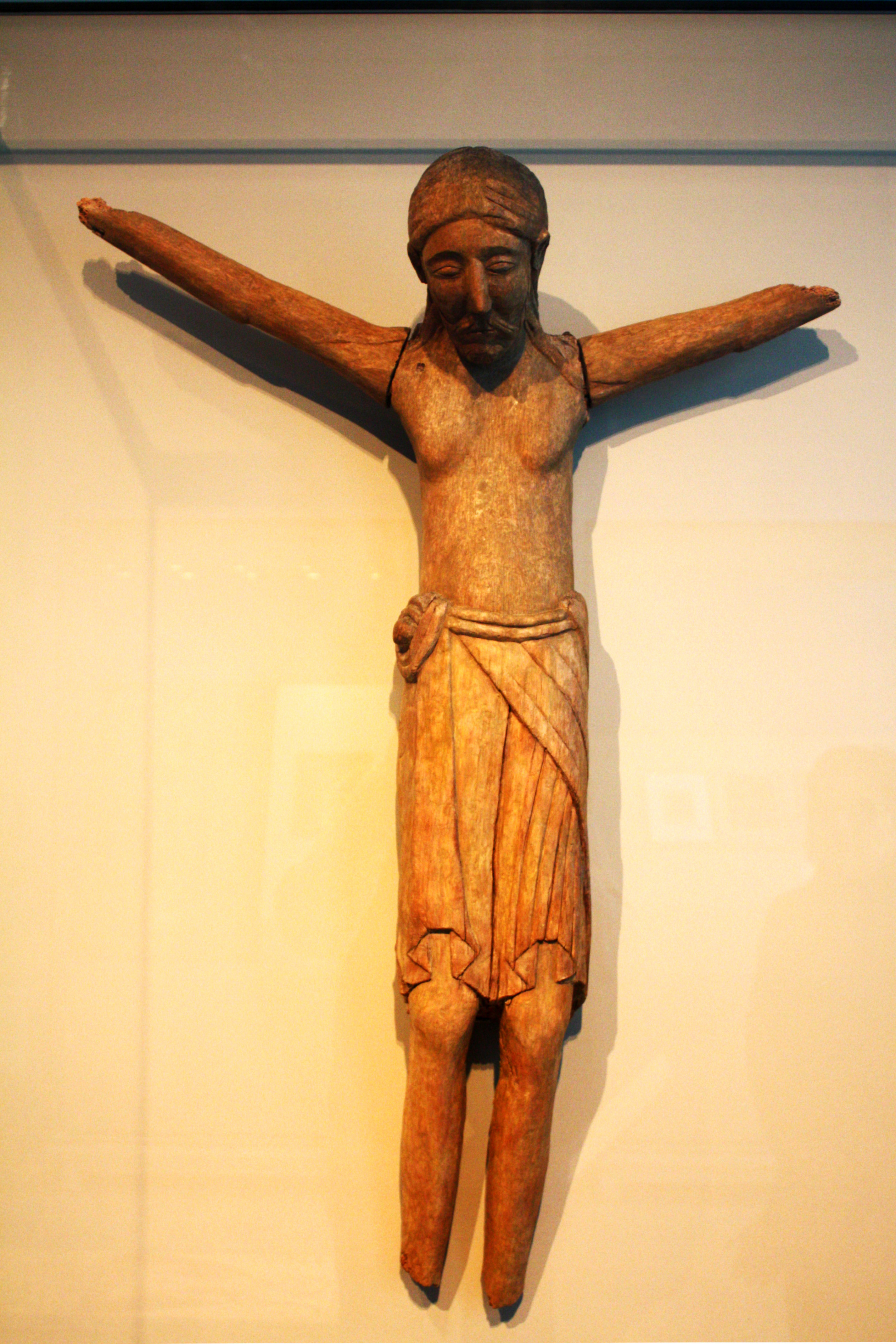
Kruzifixus des 11. Jh., Kloster Dietkirchen

Sechtems wirtschaftliche und geistliche Beziehung wurden erstmals im Jahr 1113 urkundlich offenbar. Eine eher beiläufige Erwähnung fand sich in einer Urkunde (Dietkirchen Urkunde Nr. 3). des in den Jahren 1000 bis 1015 gegründeten Klosters der Benediktinerinnen St. Petrus in Dietkirchen (Bonn), in der ein Zeuge namens „Winrich de Sephteme“ (ein für Dietkirchen tätiger Dienstmann) neben weiteren Zeugen den Inhalt des Urkundentextes bestätigte.
Urkunden des ehemaligen, aus einem Kloster der Benediktinerinnen hervorgegangenen Dietkirchener Kanonissenstifts entstammen den Jahren 1015 (monasterio bunne constructo) und 1021 (Kirche des hl. Petrus in Tiedenkireca). Sie belegen die Anfänge des späteren Damenstiftes. Dessen frühe Besitzungen waren zumeist zehntpflichtige Gutshöfe mit ihren Ländereien, die häufig (aber nicht nur) in der Vorgebirgsregion gelegen waren und von Halfen bewirtschaftet wurden.
Sechtems Orts- und Kirchengeschichte war über Jahrhunderte eng mit Dietkirchen, dem Patronatsherren seiner Kirche verbunden und reicht in das erste Viertel des 12. Jahrhunderts zurück. Sie ist nachweislich durch Urkunden belegt. So hatten Äbtissin und Konvent des Klosters/Stiftes Dietkirchen bereits 1166 das Präsentationsrecht und weitere Rechte bei der Pfarrwahl in Sechtem. Schon seit dem Frühmittelalter war Sechtem dem Bonner Kloster/Stift über Jahrhunderte hinweg zehntpflichtig: Seine ehemalige Zehntscheune, die von dem Halfen des Ophofs verwaltet wurde, steht heute im Freilichtmuseum Kommern. Der frühe Zehnt war durch Papst Calixt III. bestätigt worden.
In der Folge erwarb Dietkirchen weiteren Einfluss in Sechtem, den es durch die Gunst hoher Kleriker ausüben konnte. 1279 pachtete der Bonner Konvent den Rottzehnten in Sechtem und Urfeld, den bisher das Kölner Kollegiatstift St. Georg erhalten hatte. 1307 nahm Erzbischof Heinrich II. mit dem Einverständnis des Domkapitels einen Gütertausch vor, indem er gegen Ländereien bei Honnef 103 Morgen Ackerland bei „Sechteme“ an Dietkirchen gab. Zu dieser Zeit war Heinrichs Schwester, Ponzetta von Virneburg, Äbtissin des Kanonissenstifts geworden. Seit 1113 ist das ehemalige Stift zudem in Urfeld (Sechtem angrenzend) als Grundherr urkundlich nachgewiesen.

### Abtei Rolduc
1122 soll während eines Aufenthalts bei Sechtem Ailbertus von Antoing verstorben sein. Der Priester und Gründer der heutigen Augustiner-Chorherren Abtei Klosterrath in der Provinz Limburg reiste in die Vorgebirgsregion wohl im Zusammenhang mit den dortigen Liegenschaften seiner Abtei Klosterrath und diente neben Verwaltungsgründen auch dem Besuch seines Freundes Graf von Saffenberg.
Wie auch andere Stifte und Orden markierte die Abtei ihren Grund und Boden in der Feldmark Bornheims mit Grenzsteinen, auf denen sich ihr Monogramm befand. So auch im Fall Klosterrath, bei dem unter einem kleinen Kreuz als eingemeißelte Buchstaben "A R" = Abtei Rath bzw. Abtei Rolduc zu finden war.
Die auch Klosterrath genannte Abtei, heute in der niederländischen Provinz (Niederlande), hatte sich aus einer Schenkung des Grafen Adalbert von Saffenberg (auch Herr der später Graue Burg genannten Anlage in Sechtem) zu einer der wohlhabendsten Abteien entwickelt. Schon früh besaß der Konvent, wie auch Stifte aus Köln und Bonn, Ländereien in der Gemarkung der heutigen Stadt Bornheim.

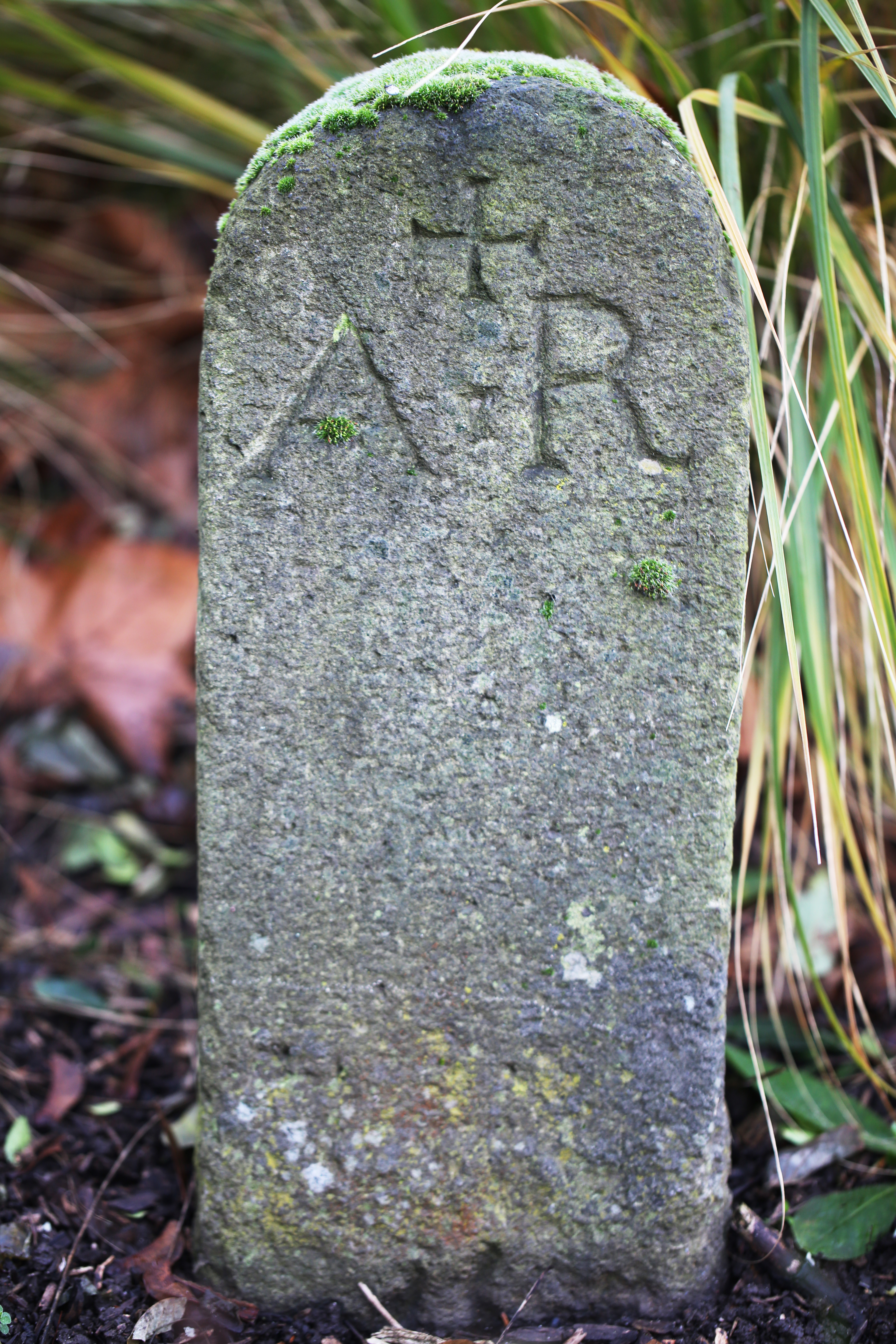
Grenzmarkierung der Abtei Rolduc
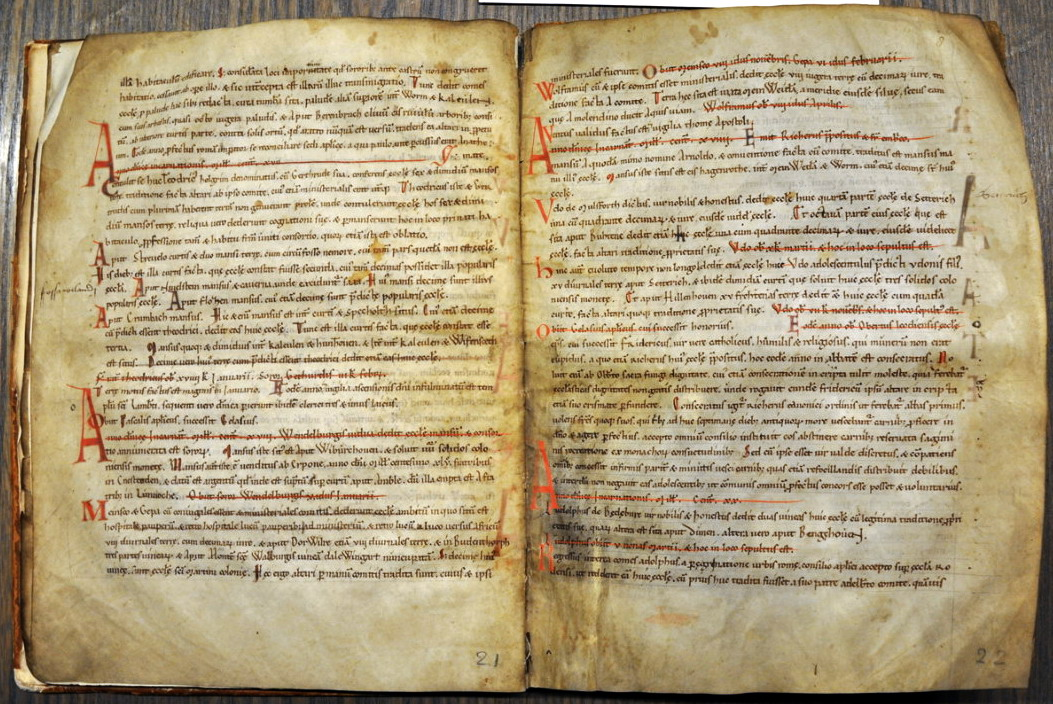
Beispielseiten Annales Rodenses

Der erhaltene Grenzstein aus der Bornheimer Gemarkung diente einst der Grenzbestimmung des geistlichen Besitzes und trug die Initialen des Klosters Rolduc. Dessen Gründer Ailbertus hatte bis zum Jahr 1771 in der Kapelle neben der Pfarrkirche seinen Bestattungsort. Er zeigt auf, wie sehr das Leben in Sechtem bis zur Säkularisation von der Kirche bestimmt war.
Es ist eine Chronik der Abtei Rolduc des Jahres 1122 (den Annales Rodenses) aus der hervorgeht, dass zu diesem Zeitpunkt bereits zwei Kirchen in der Ortsmitte standen, die wahrscheinlich schon in fränkischer Zeit errichtet worden waren. Von ihnen soll die heutige, 1770/71 erneuerte kleine Nikolauskapelle die erste Pfarrkirche gewesen sein. Diese Angaben zur Frühzeit der Kirchen erhärtet die Inschrift des oben erwähnten, wahrscheinlich in Sechtem geborgenen fränkischen Grabsteines (ein Abguss gehört heute zum Sammlungs-Inventar des LVR-Museums Bonn), aber auch das festgestellte römische Steinmaterial der im 18. Jahrhundert abgebrochenen Vorgängerkirche.

## Berichte zur frühen Kirchengemeinde
Um 1122 soll die Herrschaft Sechtem in den Besitz der Herren von Saffenberg (später Grafen von Saffenberg) gelangt sein, ein Zeitraum, in dem die Annales Rodenses von zwei Sechtemer Kirchenbauten berichteten. Bei dem größeren soll es sich um einen turmlosen steinernen Hallenbau (der Urform einer Hallenkirche) gehandelt haben, dessen Mauerwerk zu großen Teilen aus wiederverwendetem römischem Gusswerk (opus caementicium) bestanden haben soll.
Darüber hinaus ist aus dem Jahr 1249 einer der frühen Geistlichen Sechtems bekannt, der als Pastor Heinrich in einer Urkunde als Zeuge erwähnt wurde. Diesen Angaben des 13. Jahrhunderts folgt lediglich die Ersterwähnung des Pfarrhauses im Jahr 1426. Danach fanden sich Angaben zu den Kirchengebäuden im Ort erst wieder im 16. Jahrhundert, die zur weiteren Entwicklung von Kirche und Pfarrgemeindeberichteten.

### Regularien für Baulast und Unterhalt
Nach dem Niedergang des Eigenkirchenwesens im 11. und 12. Jahrhundert entwickelte sich eine gesondert verwaltete Organisation des Kirchengutes, dessen Regularien in den Gemeinden sehr unterschiedlich sein konnten. Seit alter Zeit bestand die Kirchengemeinde Sechtem aus zwei Sprengeln, sodass die Regelung der Unterhaltungskosten sich schwierig gestaltete. Da unter den, die Bauunterhaltung tragenden Parteien, wohl oft Uneinigkeit herrschte, geschah über lange Zeiträume nichts und das Bauwerk verfiel.
Nach den Synodalstatuten war der Pfarrer für die Unterhaltung des Chores, der Inhaber des großen Zehnten für die Unterhaltung des Kirchenschiffes, die Kirchengemeinde (Sprengel) für den Turm sowie für Kirchhofsmauer und das Beinhaus verantwortlich.
Das Beinhaus befand sich auf kircheneigenem Land, auf dem die Kirche umgebenden Gottesacker. Dieser wurde erstmals 1687 in einem Bericht erwähnt, als anlässlich einer Visitation die unvollständige Umfriedung des Kirchhofs bemängelt und zudem angeordnet wurde, dass das Beinhaus zu schließen sei. Dies Jahr gilt zugleich als Zeitpunkt der ersten Erwähnung des Pfarrkirchhofs.
Offenbar dauerte es aber eine geraume Zeit, bevor die neuen Vorschriften der Konzilsbeschlüsse auch in den kleinen Landgemeinden zur Anwendung kamen. Die mittelalterliche Kirche, bei der es sich bereits um eine Gervasiuskirche gehandelt haben soll, verfiel immer mehr.
Wer den heutigen, in Teilen überarbeiteten aber im Ursprung romanischen Taufstein (ein von Säulen getragenes steinernes Becken) erwarb, und wann er Inventar schon der alten Pfarrkirche wurde, wird nicht berichtet.

### Ereignisse zwischen dem 16.- und 18. Jahrhundert
Ein Jahrzehnt vor dem Aussterben derer von Sechtem gelangte durch Arnold von Siegen 1530 die Herrlichkeit Sechtem, inklusive der seit alter Zeit als „Gravenburg“ bekannten Grauen Burg in Sechtem, mit allen Rechten und Pflichten (zu denen auch die Belange der Nikolauskapelle gehörten) an die von Siegen aus Köln. Arnold von Siegen, der von Kaiser Karl im Januar 1527 in den Adelsstand erhoben worden war, war nun Herr zu Sechtem geworden, ein Titel den die von Siegen in der Erbfolge bis 1734 behielten. Zwar waren die von Siegen Besitzer des Kirchberges und der dortigen Kapelle, dürften jedoch für den Bauzustand der Pfarrkirche formell nicht zuständig gewesen sein. Wahrscheinlich traten sie aber als generöse Stifter in Erscheinung, da ein späterer Visitationsbericht vermerkt: „Im Chor befindet sich ein Grabmal des Herrn von Siegen“. Eine Bestattung in unmittelbarer Nähe von Altar und dem Allerheiligsten war eine Ehre, die zumeist nur dem Adel gewährt wurde, der sich durch Stiftungen erkenntlich zeigte. Man glaubte, so sein Seelenheil im positiven Sinne beeinflussen zu können und vertraute auf die mit der Stiftung zugesagten Gebete in Seelenmessen der zuständigen Geistlichkeit.

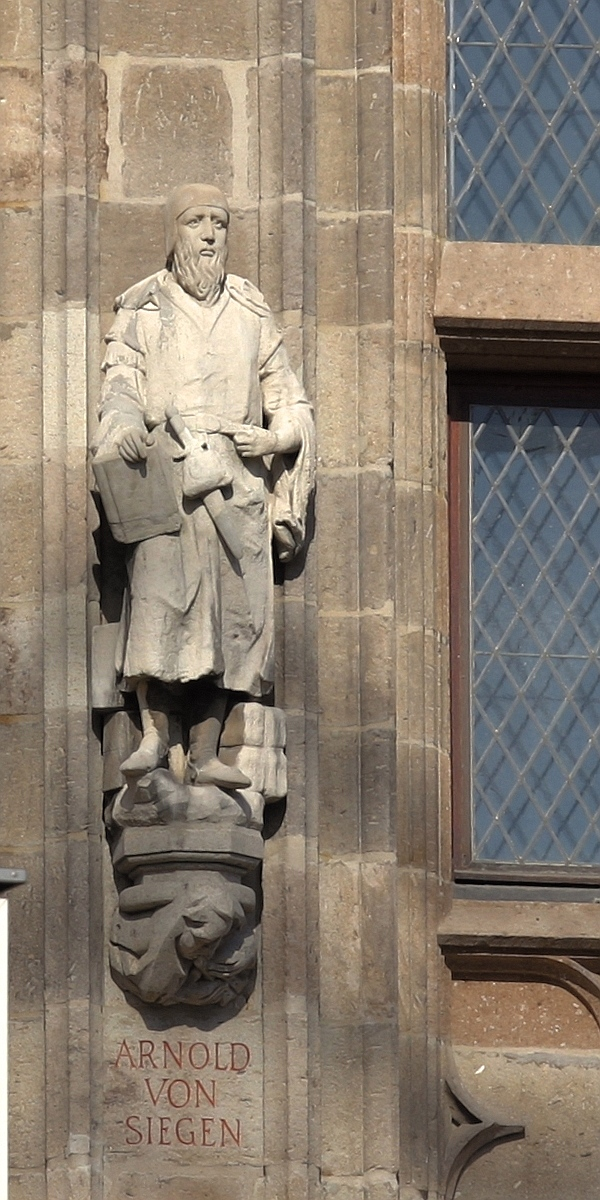
Arnold von Siegen Burgherr zu Sechtem und Kölner Handelsherr am dort. Rathausturm
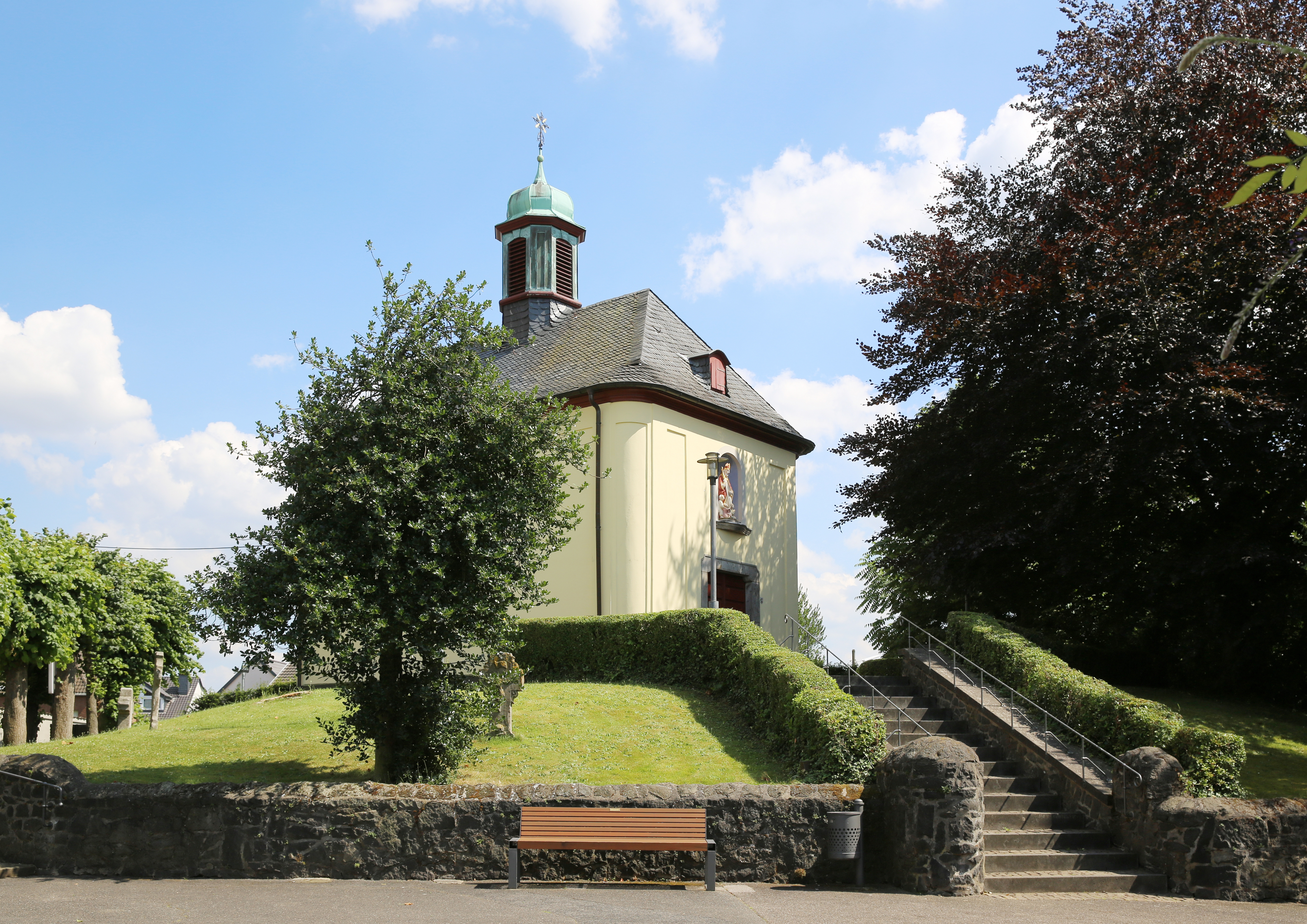
Kapelle St. Nikolaus, von 1805–1809 Mairie Sechtem, bis 1930 Hauskapelle der Grauen Burg
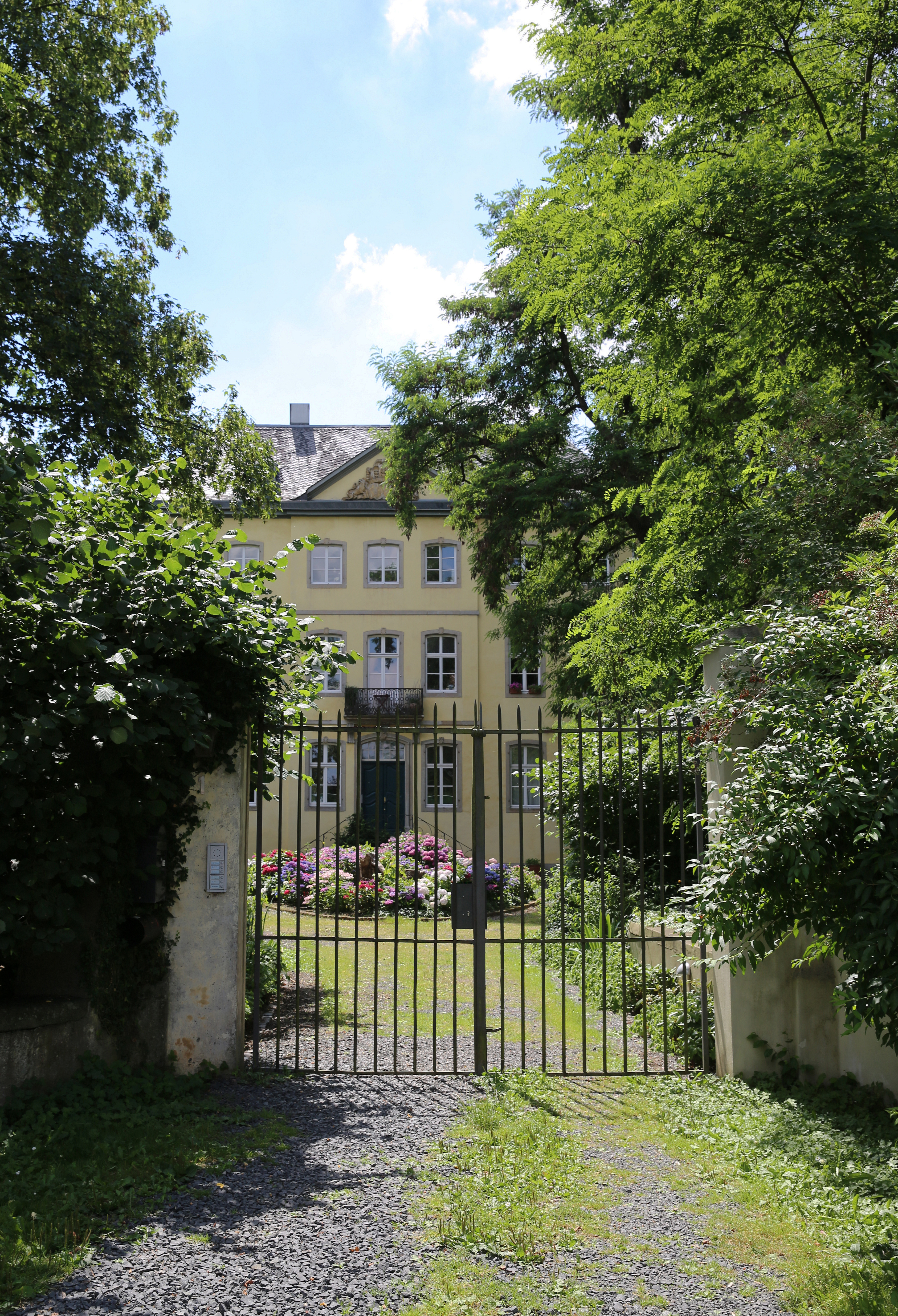
Heutiges Herrenhaus „Graue Burg“, an der Geyr von Schweppenburg Straße

In die Zeitspanne der beiden Jahrhunderte fallen weitere Erwähnungen des Kirchenbauwerks, die sich in zwei Visitationsberichten fanden. Eine solche Bestandsaufnahme der Sechtemer Kirche war kurze Zeit nach dem Trienter Konzil im Jahre 1569 erstmals, und etwa einhundert Jahre später (siehe unten) erneut verfasst worden. Die erste Visitation hatte in ihrem Bericht einen miserablen Bauzustand der kleinen Kirche in drastischen Worten geschildert. Beispielsweise äußerte sich die Kommission derart, „dass es im ganzen Gau kein Haus gäbe, welches hässlicher anzusehen sei“. Die harsche Kritik hatte offenbar Erfolg, denn 1607 erhielt die Kirche eine Fassade aus Schindeln und wurde mit einem hölzernen Turm aus Fachwerk versehen, für dessen Errichtung Holz im Gebiet des Münstereifeler Wald geschlagen wurde. Für Material und Zimmererarbeit (inklusive Transport und Lohn seiner Gesellen Ploch, Werker, Coinsen und Zimmerman) erhielt Turmmeister Michaltz aus Münstereifel von der baupflichtigen Gemeinde 601 ½ Dahler und 3 Albus. Zugleich war eigens eine Glocke gegossen worden.

### Visitation des Kircheninneren

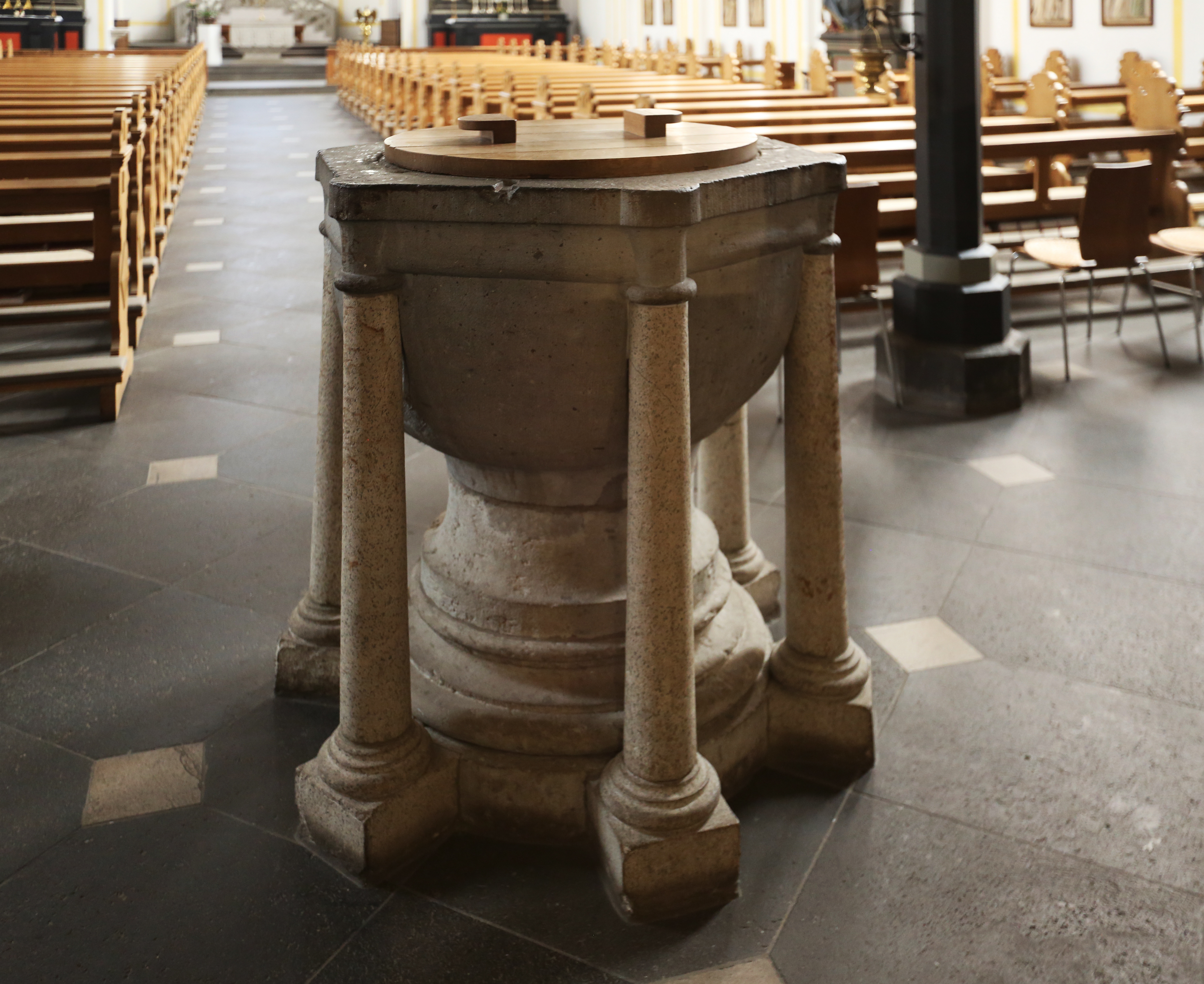
Roman. Taufstein (Trachyt, teilw. überarb.)

Für das Jahr 1687 wird von einer neuerlichen Visitation berichtet, die Einzelheiten zur Ausstattung des Kircheninneren erwähnt. Es heißt darin im zeitgenössischen Stil: „Die hochwürdigen Herren Visitatoren fuhren von Keldenich weiter zum Dorf Sechtem. Sie hielten das Hochamt und spendeten den Segen. Dann visitierten sie …“.Die Visitatoren berichteten von drei vorgefundenen Altären. Der den hl. Gervasius und Protasius geweihte Hauptaltar barg im Tabernakel verschlossene hl. Hostien sowie eine silberne, mit Gold überzogene Monstranz (eine Spende des Herrn der Weißen Burg), und auch ein silbernes Ziborium gehörte zum Kirchenschatz. Der der hl. Anna geweihten Nebenaltar war der Vikarie vorbehalten, die über eigene Einkünfte verfügte. Der zweite Nebenaltar war der Gottesmutter Maria geweiht. Für ihn bestanden Obligationen mehrerer Messen, für die drei Goldmark non den Erträgen bestimmter Weinberge gezahlt wurden. Auch zu dem vorgefundenen Taufbecken gab es Anmerkungen. Es hieß, es sei mit Blei überzogen und darin sei ein Sprung zu sehen, überdies fehle der Deckel. Wände oder Decke der Gerkammer scheinen feucht gewesen sein, denn die Visitatoren mahnten dringend an, schadhafte Stellen der Bedachung zu erneuern. Zur Erbauung von Langhaus und Chor gab es zu dieser Zeit keine Angaben.

### Das Altarbild der Nikolauskapelle

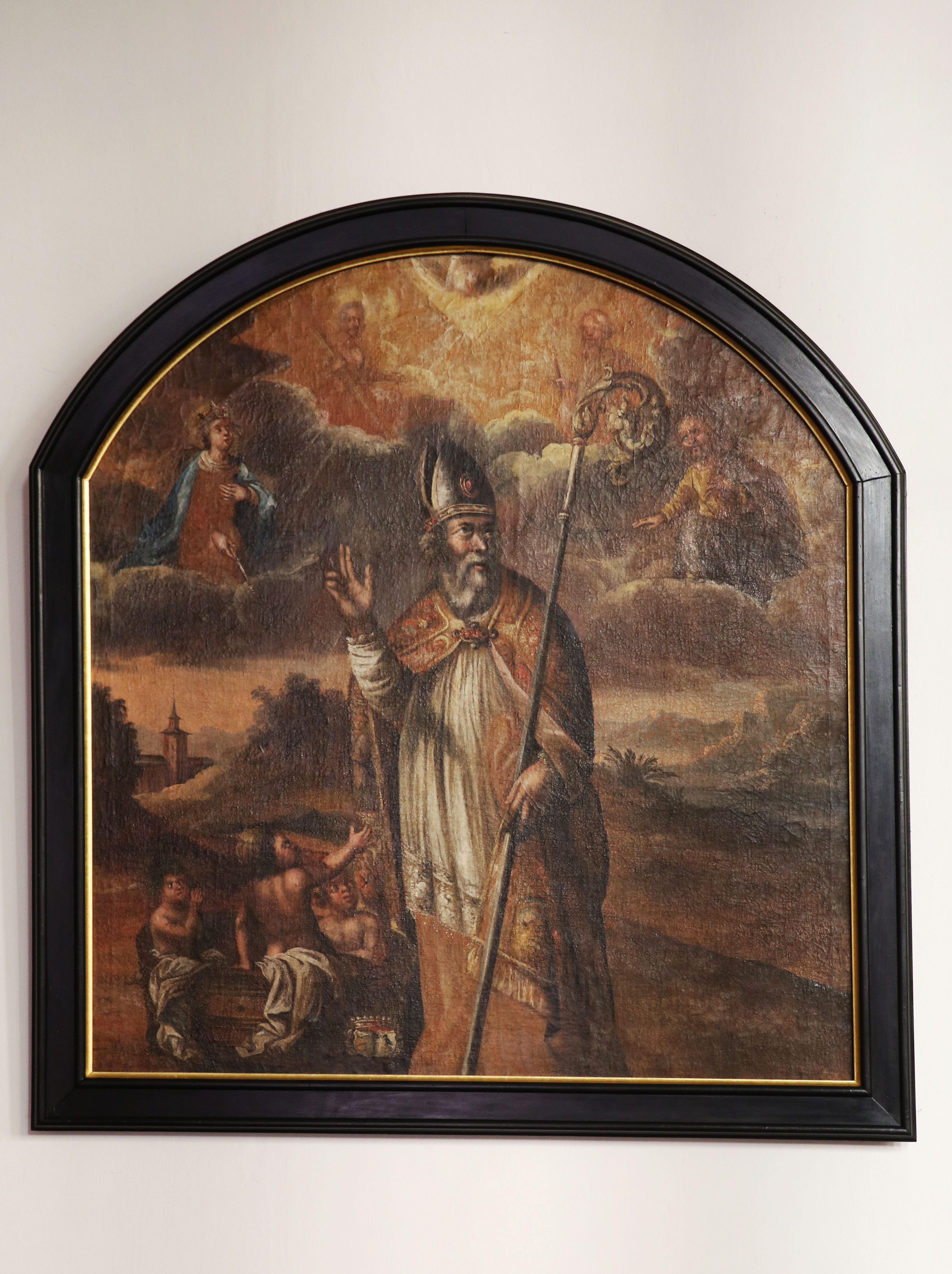
Vormaliges Altarbild der Nikolauskapelle, Im Hintergrund links die mittelalterliche Pfarrkirche

In der 1768/69 abgebrochenen und 1771 erneuerten Nikolauskapelle befand sich ein vermutlich in der Mitte des 19. Jahrhunderts entstandenes Altarbild. Es wurde anlässlich einer 1901 durchgeführten Restaurierung des Innenraums ausgelagert. Dessen Darstellung des heiligen Nikolaus auf den ersten Blick dominierend den Rahmen füllt. Es ist die Arbeit eines unbekannten Künstlers, die bei genauerem Betrachten (nach einer fachmännischen Restaurierung) bis dahin nicht beachtete Details offenbarte. Das Bild zeigt am linken Rand eine Miniatur der mittelalterlichen Pfarrkirche Sechtems deren originale Turmspitze 1784 abbrannte und dann, baufällig geworden, in den Jahren 1843/44 abgebrochen wurde.

## Übergang in das 19. Jahrhundert
Ein 1784 von einem benachbarten Gebäude ausgehender Brand sprang auf die Kirche über. Er ergriff deren hölzernen Kirchturm und schädigte ihn und seine Glocke derart stark, sodass der Turm baufällig und die Glocke unbrauchbar wurde.
Weitere Urkunden blieben aus dem Jahr 1687 erhalten. Nach diesen schloss die Gemeinde einen Vertrag mit dem Glockengießer Waßenbergs, in dem sich Meister Matthias zum Guss einer mittleren Glocke verpflichtete. Da der Vertrag eine säumige Begleichung für den Guss der großen Glocke anmahnte, wird eine Erweiterung des damaligen Geläuts auf drei Glocken als wahrscheinlich angenommen.
Die Zugehörigkeit der Pfarrkirche zum Stift Dietkirchen fand mit der Säkularisation ihr Ende. Nach Angaben des Historikers Paul Clemen (Publ. 1905) besaß die Kirche eine Glocke mit folgender Inschrift:

„S. ANNA BEY DEINER TOCHTERS KIND BITT FUR DIE, SO DEINE DIENER SIND.

M. ANNA L. B. DE BOURSCHEID, ABBATISSA IN DIETKIRCHEN.

PETRUS LEGROS FECIT ANNO 1785“

Es dürften – neben einer ebenfalls für 1785 belegten Dachreparatur – die letzten Zuwendungen des Stifts Dietkirchen an die Sechtemer Pfarrkirche gewesen sein.

### Franzosenzeit

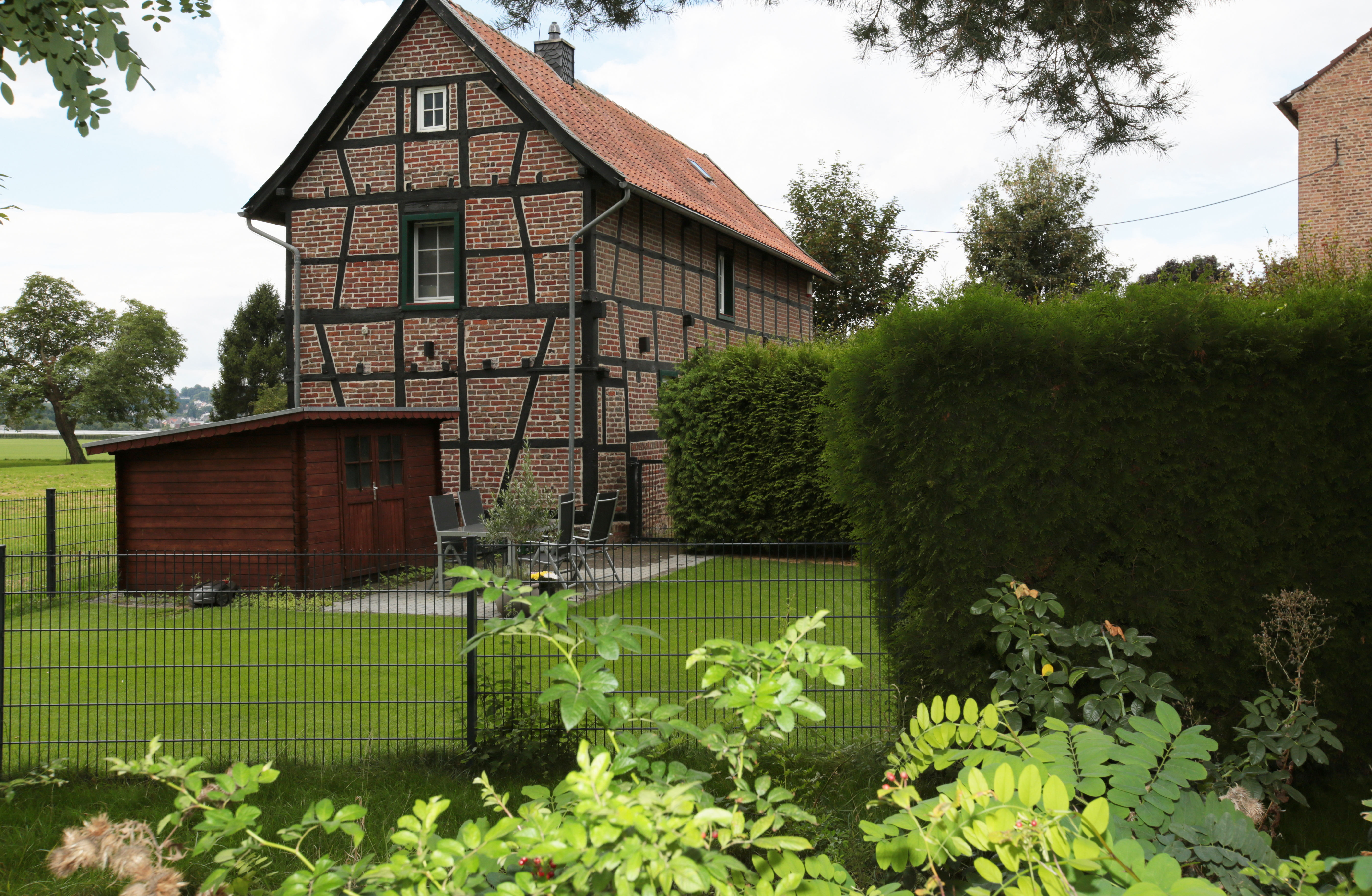
Amtsgebäude der Mairie/Bürgermeisterei von 1800–1805 und von 1809–1821

In napoleonischer Zeit gehörten die linksrheinischen Gebiete zu Frankreich. Es galt die französische Gebietseinteilung, die Verfassung und die Rechtsordnung der französischen Republik.
Auch das 1801 abgeschlossene Konkordat zwischen Napoleon und Papst Pius VII. inklusive beigefügter Napoleonischer Artikel galt in den nun festgelegten Departements des linksrheinischen Gebietes.
1802 waren Klöster und Stifte aufgehoben, geistlicher Besitz beschlagnahmt und verstaatlicht und so manche Kirche profaniert worden. Hiervon waren auch die Sechtemer Pfarrgüter betroffen, die eingezogen und verpachtet wurden. Es waren Maßnahmen, die Sechtem unmittelbar tangierten. Wesentlich war mit dem Ende der Feudalzeit der Wegfall der Zinsherrschaft des Stiftes Dietkirchen und gleichartiger Lehnsherrschaften.

#### Neuordnung der kirchlichen Verhältnisse
Die Neuordnung brachte das Ende der Patronatsrechte. Jeder Kanton erhielt eine Hauptkirche, zu der im Kanton Brühl – dem die Mairie Sechtem angehörte – die Brühler Pfarrkirche St. Margareta als Kantonskirche, bestimmt wurde. Diese unterstand einem sie betreuenden Oberpfarrer (Curé), der den einzelnen Pfarrgemeinden (Hilfspfarreien) des Kantons vorstand. Bei der Errichtung der Hilfspfarreien traten Probleme auf, da der französische Staat nur bereit war, eine gewisse Anzahl von Hilfspfarrern zu besolden. Die Neueinteilung der Pfarreien, die vom Aachener Bischof Berdolet und vom Präfekten des Roerdepartements festgelegt wurde, trat erst nach einer 1804 in Brühl durchgeführten Befragung der Maires und der von einem Notar erfolgten Schätzung der Einkünfte der einzelnen Pfarreien 1805 in Kraft, bei der die Anzahl der Hilfspfarren erhöht wurde.
Zu den 1804 Befragten gehörte auch der vormalige Ophalfe Peter Bollig, der im Jahr 1800 zum Maire Sechtems ernannt worden war. Mit diplomatischem Geschick gelang es diesem, den Erhalt der Sechtemer Kirche St. Gervasius und Protasius trotz des desolaten Bauzustands der Kirche und der prekären Lage der Kirchenfabrik als Hilfspfarrei zu erreichen.
Die 1771 nach Abriss eines Vorgängerbauwerks neuerrichtete Nikolauskapelle gehörte zu den säkularisierten Bauwerken und war vom Abbruch bedroht. Peter Bollig gelang es, die Kapelle zu erhalten, indem er sie von 1804/05 bis 1809 als Maison de Mairie herrichtete (z. B. Ausbruch größerer, rechteckiger Fenster). Später, über die Zeit als französisches Département hinaus, war bis 1821 der Amtssitz wieder im Nebenhaus des Ophofs, und die Kapelle wurde wieder religiösen Zwecken zugeführt.
Bollig, der sein Amt auch zum Schutz der kirchlichen Bauwerke vor Ort nutzte, ist noch heute ein hochangesehener Bürger in der Geschichte des Ortes.
Im Jahr 1803 lebten 619 Personen in der Mairie Sechtem, in der es nur der Rösberger Kirche vergleichsweise gut ging. Dass 1812 ein Beihilfegesuch durch den Sechtemer Kirchenrat zur Finanzierung des Brennstoffs für das Ewige Licht gestellt wurde, verdeutlicht die finanzielle Lage der damaligen Gemeinde.

## 19. und 20. Jahrhundert

### Unter preußischer Verwaltung

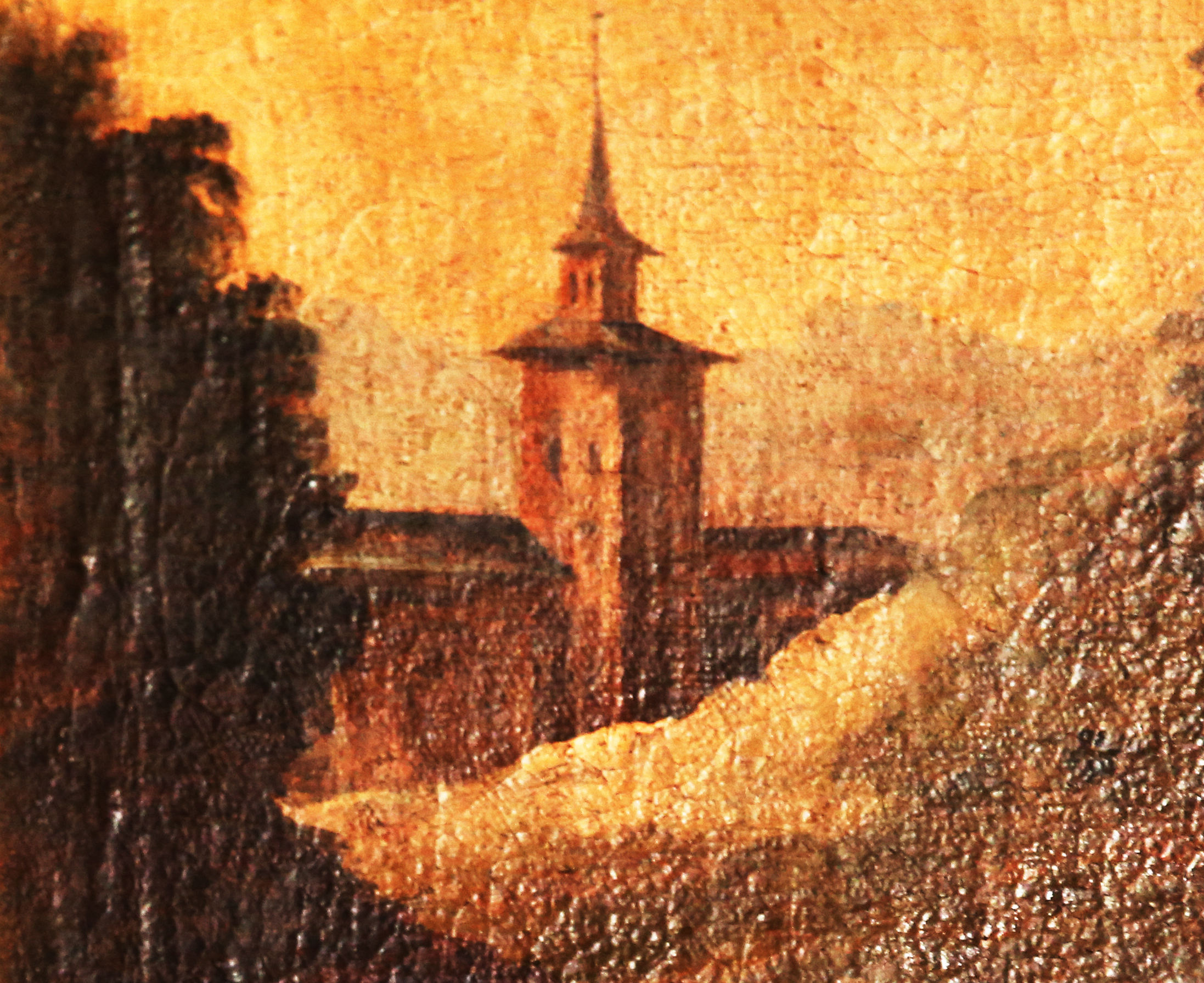
Die in der Mitte des 19. Jahrhunderts niedergelegte mittelalterliche Pfarrkirche auf dem Sechtemer Kirchberg

Ein Bericht des damaligen Landesdechanten Dreesen hatte in einem Visitationsprotokoll aus September 1829 einen äußerst desolaten Zustand des Kirchturms der Pfarrkirche festgestellt. Dreesen merkte darin an, dass die Gemeinde bis dato noch keinerlei Vorkehrung getroffen habe, um einem möglichen Einsturz des Turmes zu begegnen und empfahl eine Inspektion durch einen der Königlich Preußischen Regierung angehörenden Baubeamten.
Da man sich nun fürchtete, in der Folge könnten durch das Geläut aller Glocken zu starke Schwingungen entstehen, die einen Einsturz des Turms auslösen würden, wies der Kirchenvorstand auch den Bürgermeister auf diese Gefahr hin. Der Vorstand argumentierte, dass das marode Turmgebälk ein weiteres Vollgeläut nicht verkraften könne, und bat um Verständnis für eine vorläufige Einstellung des Läutens. Letztendlich sah man ein, dass ein Kirchenneubau unausweichlich sein würde und begann mit entsprechenden Planungen. Nachdem im Oktober 1830 die Kirchen und die zuständige Schulverwaltung in Köln ihre Zustimmung gegeben hatte, begann man die Glocken abzuhängen und ein Notgerüst für diese zu errichten, sodann wurde der gefährdete Turm im Jahr 1834 abgebrochen. Der Abbruch der mittelalterlichen Kirche folgte etwa 10 Jahre später im Juli/August des Jahres 1844. In der Zwischenzeit – vom Abbruch der alten Kirche bis zur Fertigstellung der neuen Pfarrkirche – fanden nun die Gottesdienste in der provisorisch hergerichteten Nikolauskapelle statt.

### Neubau der heutigen Pfarrkirche
Aus den Ausschreibungen zum Bau einer neuen Pfarrkirche Sechtems hatte man sich für die Vorschläge des Bonner Universitätsarchitekten Peter Josef Leydel entschieden. Dieser hatte ein Bauwerk im Stil des Klassizismus vorgeschlagen, auf welches man sich nach Einbringen einiger Korrekturen und Abänderungen geeinigt hatte. Nachdem Leydel noch vor dem Beginn der Arbeiten zum Neubau der Kirche im Juli 1845 verstarb, übernahmen die Bauausführung die königlichen Kommunalbaumeister Schopen und Werner.

#### Bausegmente, An- und Umbauten

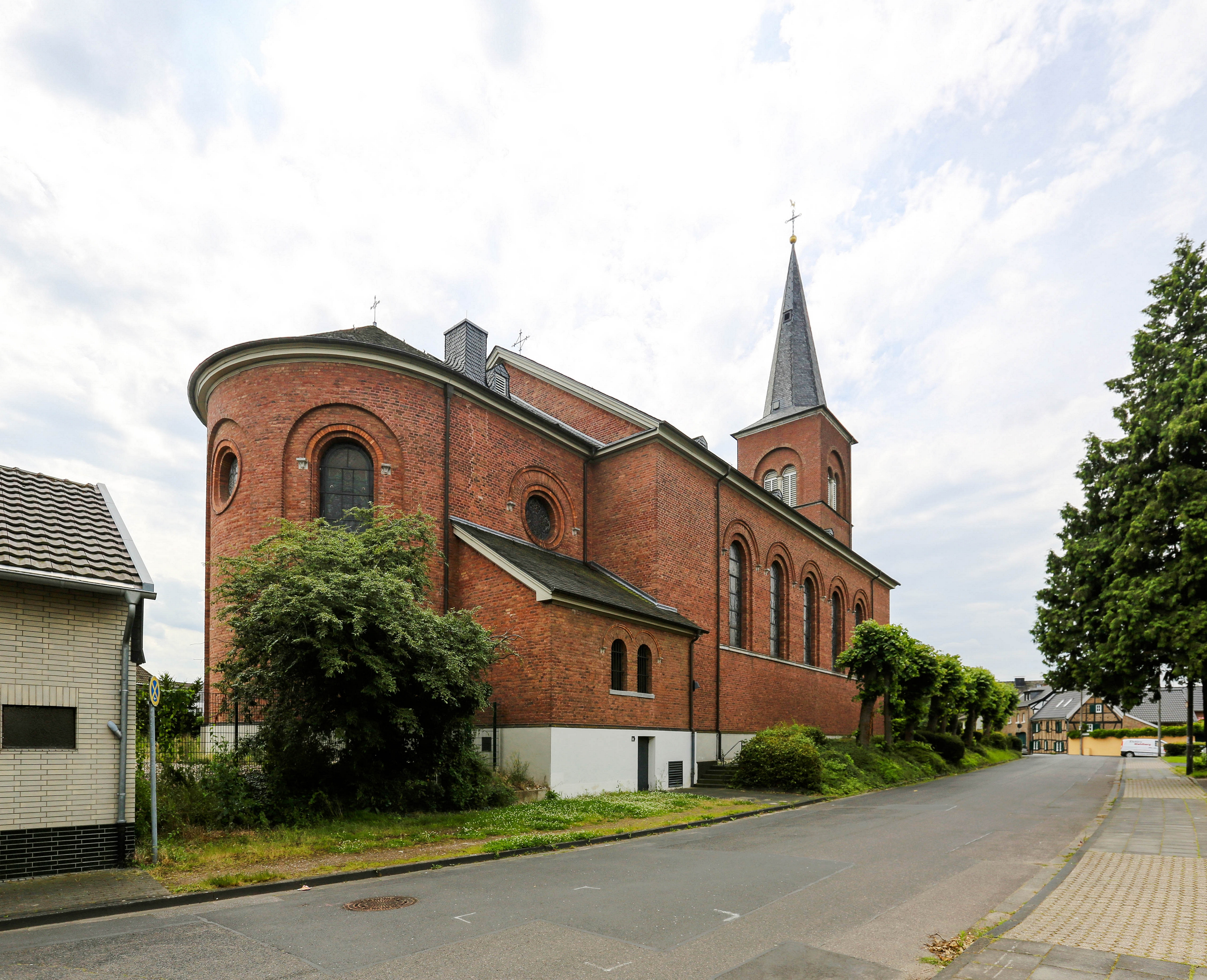
Der langgestreckte Baukörper von der Chor- und Straßenseite

Nach Leydels Plänen entstand eine langgestreckte geostete, äußerlich klar gegliederte Saalkirche aus Backstein. Der Kirchbau beginnt mit einem, dem Langhaus vorgesetztem Turm und schließt mit einem abgehangenen, von Anbauten (Sakristei, Paramentenkammer) flankierten Rundchor ab. Da eine Einwölbung der Innenraumdecke nicht geplant war, konnten die vordem an Sakralbauten der Gotik erforderlichen Strebepfeiler an den Flanken des Bauwerks entfielen. Der langgestreckte Saalbau unter einem Satteldach erhielt beidseitig drei, das abgerundete Walmdach des Chores je eine Gaube. Ein in Vorzepfs Chronik enthaltener, übereinandergelegter Grundriss der alten und neuen Kirche verdeutlicht die veränderten Dimensionen der Bauwerke und liefert zudem eine Legende archäologischer Fundorte auf dem Baugelände. 1903 wurden die an der Frontseite befindlichen Eingänge erneuert. Haupt- und Nebenportale erhielten rechteckige Betoneinfassungen, die, da sie ohne die zierenden Ziegelblenden am übrigen Bauwerk blieben, auffallen.

#### Turm

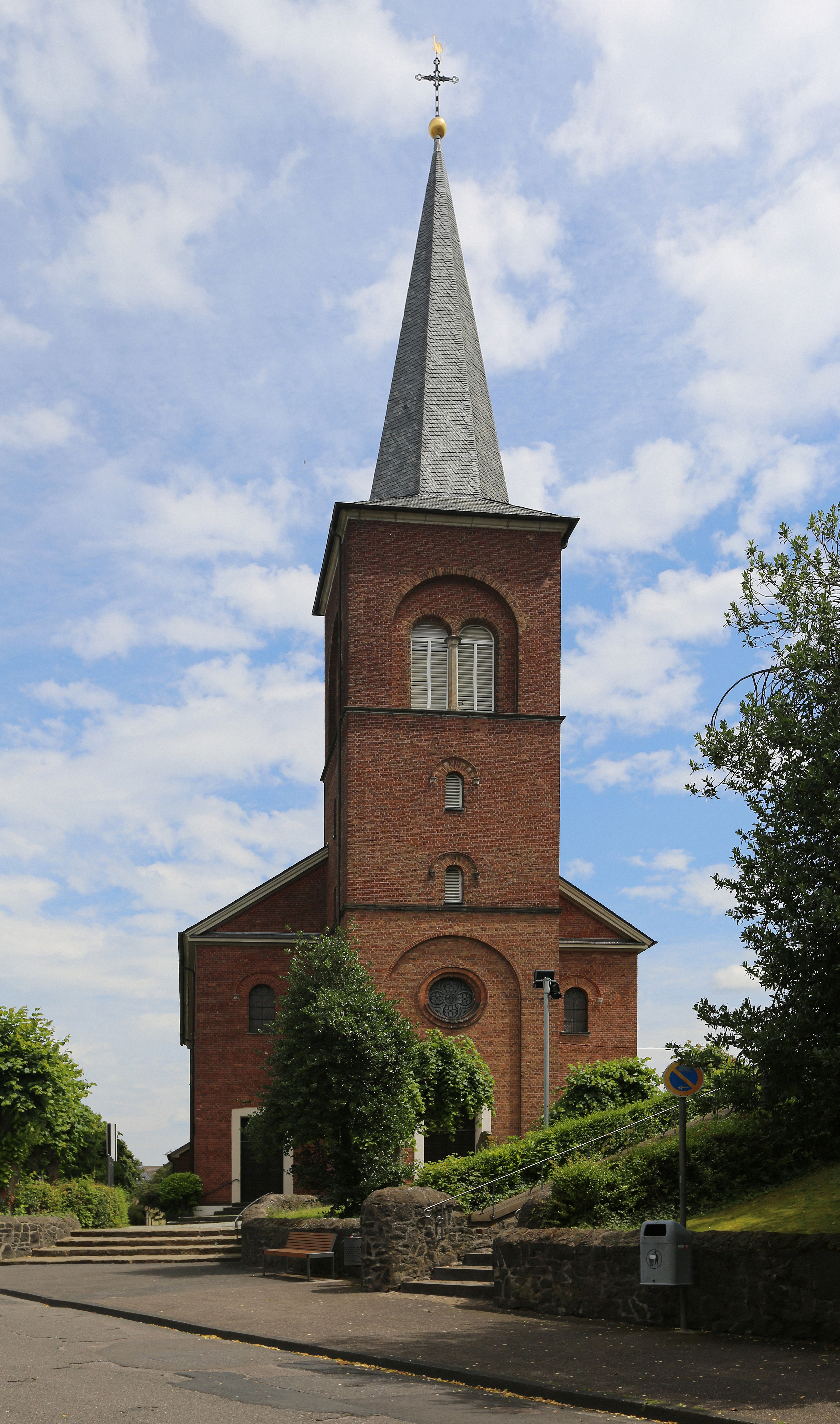
Frontseite der Pfarrkirche

Der in einem weiteren Bauabschnitt entstehende spätklassizistische, westlich vorgesetzte quadratische Turm ist mit der Stärke seiner Wandung in die Front des Langhauses integriert. Er hatte noch im Winter 1848/49 ein provisorisches Notdach erhalten. Spätestens im Sommer 1852 scheint der Kirchbau inklusive des Turms im Wesentlichen abgeschlossen gewesen zu sein, da am 1. Juni des Jahres die Konsekration durch Erzbischof Johannes von Geissel vorgenommen worden war.
Der Turm zeigt sich durch umlaufendes Gurtgesims in drei Bereiche gegliedert. Da ist zunächst der ebenerdige Eingangsbereich mit einem großen Rundfenster über dem Hauptportal, dem sich der zweite Abschnitt mit schmalen übereinander angeordneten, allseitig eingebrachten Rechteckfenstern anfügt. Von diesen kleinen Rundbogenfenstern erhielten lediglich die an der Frontseite einen zusätzlichen Umrandungsschmuck. Der dritte Bereich ist das Glockengeschoss mit vierseitigen Schallöffnungen. Sie sind als doppelte Rundbogenfenster angelegt, die auf einem Kaff- oder Kappgesims ruhend von einem gemeinsamen Blendbogen im Mauerwerk überspannt werden. Der Helm des Turms wechselt an seiner Geviertbasis ins Achteck.
Im Rahmen einer langjährigen Außenrenovierung wurde 1969 eine Sandstrahlreinigung und nach der Beseitigung eines Risses im Mauerwerk eine Neuverfugung durchgeführt.

#### Glocken
Baumeister Leydel hatte auf Anweisung auf dem Kirchberg ein Notgerüst zur Aufnahme des Geläutes aus dem alten Turm errichtet. Da das Gerüst ohne Bedachung blieb, waren die alten Glocken einige Jahre im Freien hängend den Schwankungen der Witterung ausgesetzt und nahmen Schaden. Im neuen Glockenstuhl untergebracht, musste, bis auf eine, ihre Unbrauchbarkeit festgestellt werden. Der Gemeinderat beschloss, der erhaltenen zwei neu zu gießende Glocken hinzuzufügen. Nach eingeholten Kostenvoranschlägen erhielt die Firma Dubois aus Münster den Gussauftrag. Die zum Preis von 1030 Talern bestellten Glocken (Ton G und F) wurden noch im Bestelljahr 1847 gegossen und 1848 geliefert. Sie ergaben mit der vorhandenen St.-Anna-Glocke, die den Schlagton A hatte, dem neuen Geläut einen harmonischen Klang.
- Maße: Höhe 75 cm, Durchmesser 95 cm, Gewicht 510 kg, Ton F:[33]

„Fondue PAR G.B. DUBOIS 1847.

WENN WETTER DRAEUTE SANDTE GELAUTE

ALEXIUS GLOECKLEIN ZUMM HIMMEL FROMM HINNEN.

ALEXIUS GLOCKE MIT STARKEM MUND

ERTOENT ZU JEDER STUND

MAHNT NAH UND FERN ZUR FURCHT DES HERRN.“

- Maße: Höhe 88 cm, Durchmesser 108 cm, Gewicht 810 kg, Ton G:

„DUBOIS FECIT ANNO 1847.

MARIA HEISSE ICH ZU JESU RUFE ICH

DEN SUENDER MAHNE ICH, DASS ER BEKEHRE SICH

UND STETS ERWAEHLE DEN BESTEN THEIL
ZU GOTTES EHRE UND EIGENEM HEIL.“

40 Jahre später wurde der Glockengießer Christian Claren aus Sieglar beauftragt, die gesprungene, größere der Glocken umzugießen. Im Ersten Weltkrieg entging die kleine Legros-Glocke wegen ihrer historischen Bedeutung der Ablieferung, es wurden jedoch drei Glocken für Zwecke der Heeresverwaltung beschlagnahmt. Bei der Ablieferung an der Sammelstelle Merten wurde immerhin eine Entschädigung von 2560,50 Mark gezahlt.

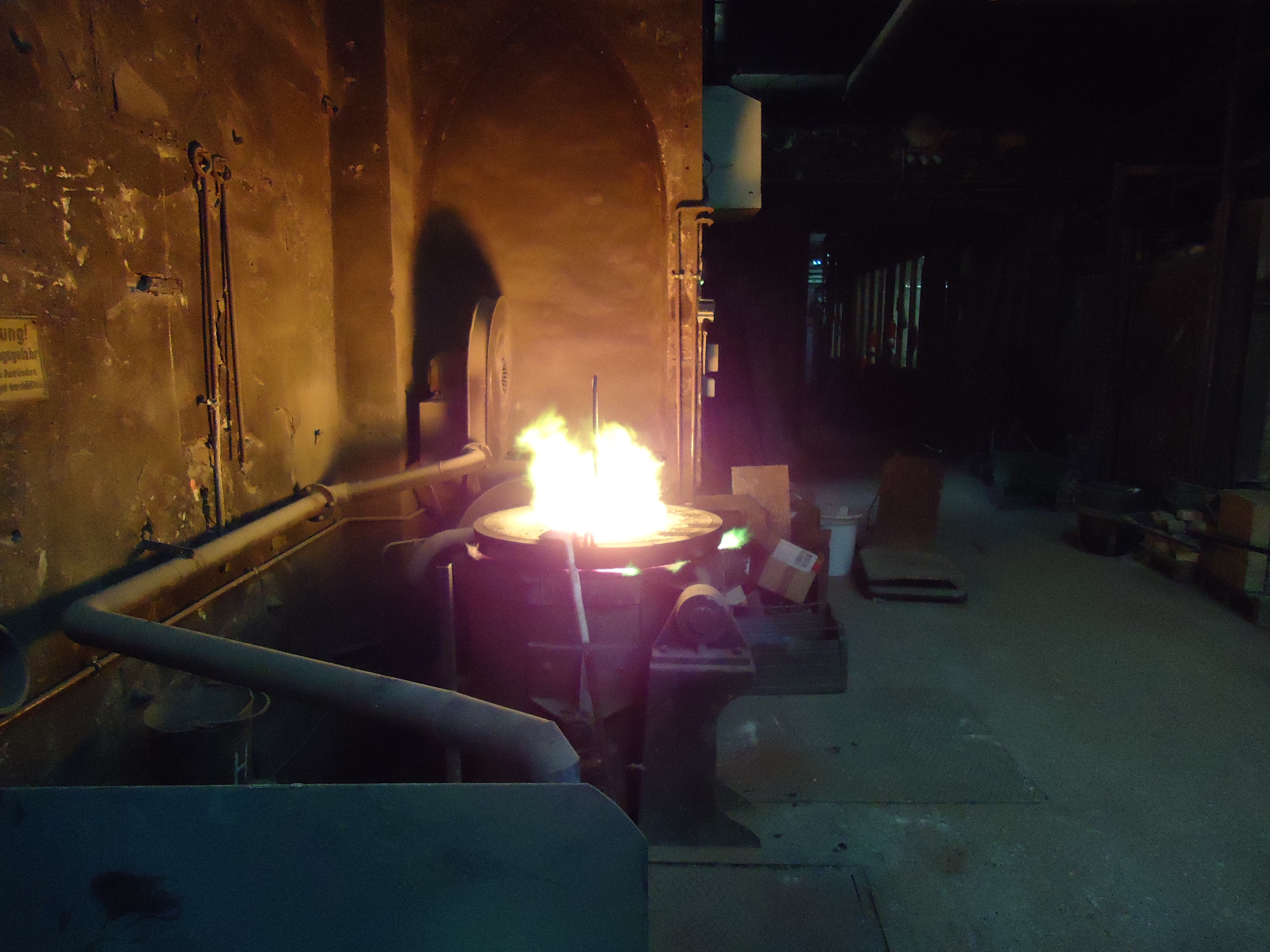
Glockengießerei Petit & Gebr. Edelbrock

Die ehemals von einer Dietkirchener Äbtissin gestiftete St.-Anna-Glocke blieb mit ihrem Grundton A auch bei Ergänzungen späterer Glocken die Grundlage. Dies war dann auch bei den neuen Glocken der Fall, deren Guss im Jahr 1927 bei der Firma Petit & Gebr. Edelbrock im westfälischen Gescher in Auftrag gegeben wurde.
In dem als extrem kalt beschriebenen Winter 1928/29 barst die historische kleine St.-Anna-Glocke. Sie wies einen großen Riss auf und war unbrauchbar. Ein 1933 bestellter Neuguss, ebenfalls durch Petit & Gebr. Edelbrock, war ein Duplikat, welches den gleichen Weihenamen erhielt. Die Gegebenheiten des sechs Jahre später ausgebrochenen Zweiten Weltkriegs hatten zur Folge, dass im Jahr 1942 erneut eine Beschlagnahme der Glocken, diesmal ohne Entschädigung, stattfand. Der letzte Neuguss, die kleine Annaglocke verblieb für Gottesdienst und Feueralarm im Turm. Sie ging nach Kriegsende, als man im Jahr 1947 ein neues Geläut von der Gussstahlfabrik Bochumer Verein geordert und erhalten hatte, an die Kirchengemeinde St. Petri in Ketten in Lengsdorf.
Die vier neuen Glocken sind:
| Glocke | Name                    | Durchmesser | Masse    | Schlagton | Inschrift                                                                               |
| ------ | ----------------------- | ----------- | -------- | --------- | --------------------------------------------------------------------------------------- |
| 1      | Christus                | 1590 mm     | 1630 kg0 | d’+2      | TU REX CHRISTE VENI CUM PACE / B. V. G. 1947 (Du Christus König, komme mit Frieden.)    |
| 2      | Maria                   | 1330 mm     | 950 kg   | f’+7      | NOS BENEDICAT MATER MARIA / B. V. G. 1947 (Uns segne Mutter Maria.)                     |
| 3      | Gervasius und Protasius | 1190 mm     | 680 kg   | g’+9      | SANCTI PATRONI CUSTODITE NOS / B. V. G. 1947 (Ihr heiligen Patrone, seid unsere Hüter.) |
| 4      | Wendelinus              | 1060 mm     | 460 kg   | a’±0      | SANCTE WENDELINE ADJUTOR SIS / B. V. G. 1947 (Heiliger Wendelin, sei unser Helfer.)     |

Zwölf Jahre später erhielt die Kirche eine elektrische Läuteanlage, die das anstrengende manuelle Läuten von mehreren Personen mittels Seilen überflüssig machte.

### Ursprung und Wandel des Kircheninneren

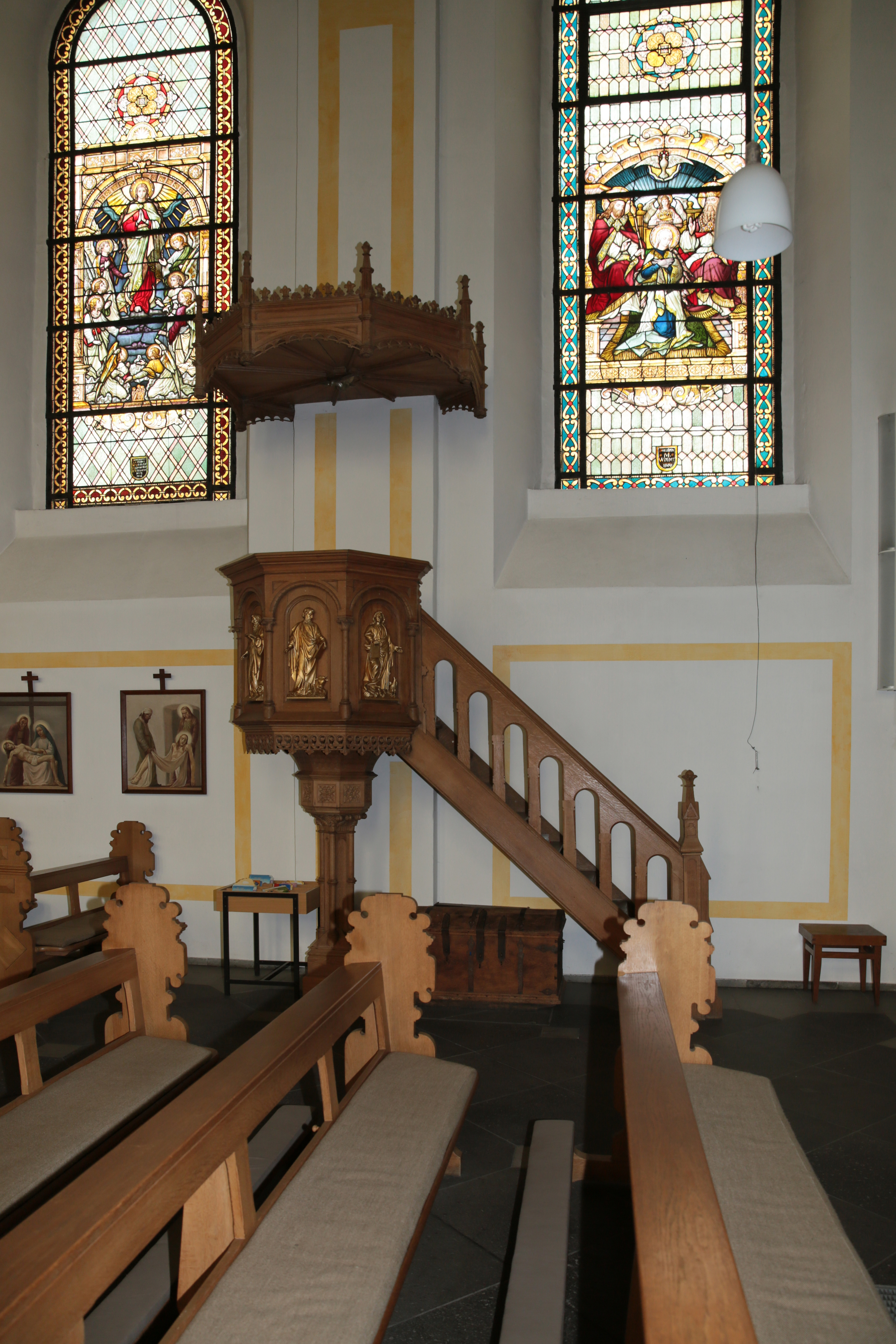
Kanzel von 1875
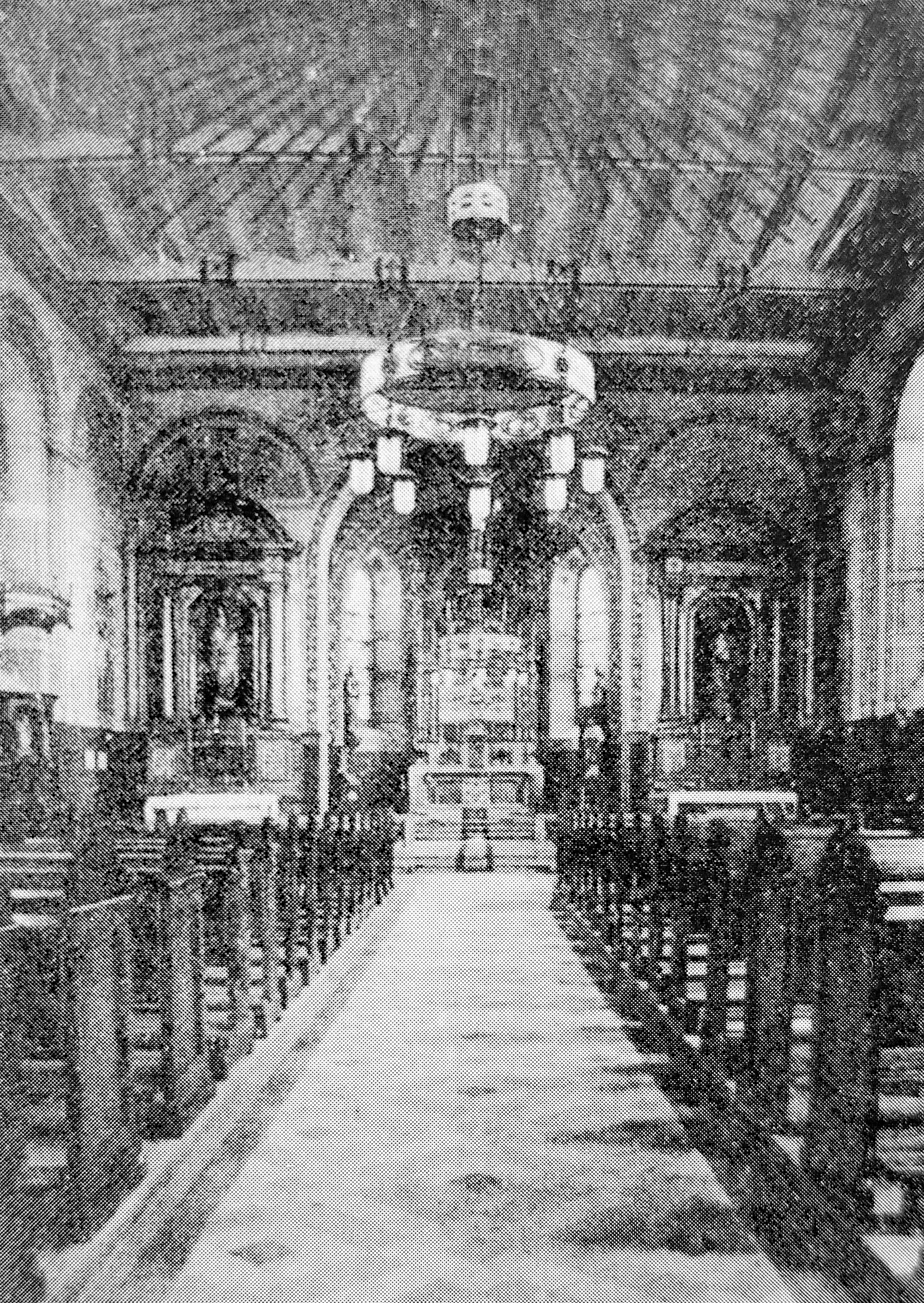
Vormalige Verzierung der Decke
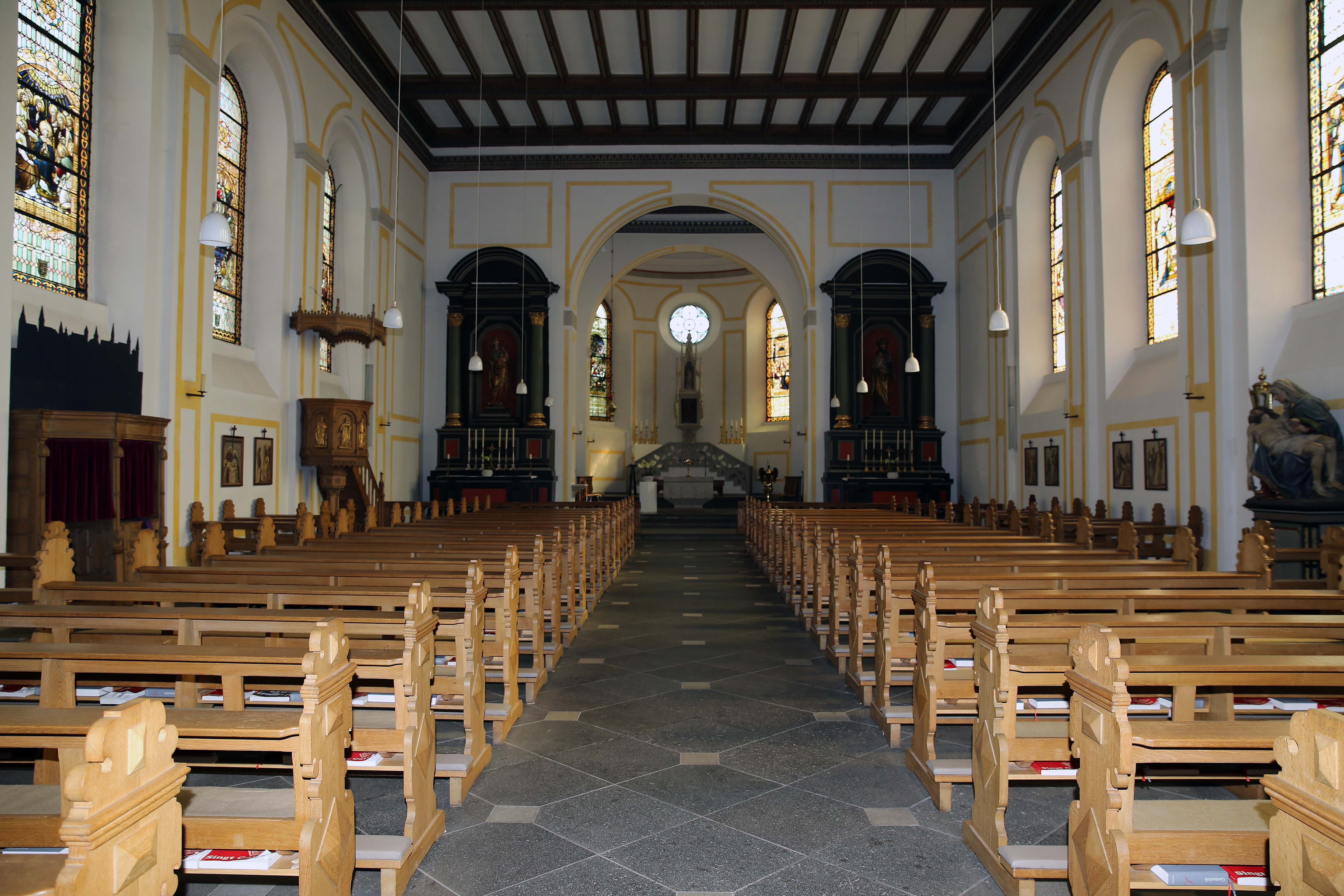
Langhaus nach Ost

So wie sich im Lauf der Jahrhunderte Änderungen bei den Glocken der Kirche ergaben, so wandelte sich in den Jahrzehnten nach dem Errichten der neuen Kirche die Gestaltung der Innenarchitektur. Dies geschah in Form kleinerer Umbauten, bei Verschleiß durch Austausch von Materialien oder Ausstattungen. Hinzu kam ein ansteigender Wohlstand der Dorfbewohner. Dieser zeigte sich in gestiegenem Anspruch der Gemeindemitglieder, aber auch in der Bereitwilligkeit, sich finanziell für die Belange ihrer Kirche zu engagieren.
Im Dezember 1846 entschied man sich für die Art der Fußbodengestaltung. Generell sollte ein Belag durch quadratisch zugeschnittene Platten erfolgen, wobei für den Bereich vom Chor bis zur Kommunionbank Material aus Berkumer Werkstein (Hauberg) und für das Kirchenschiff Werkstein aus Andernach gewählt wurde. Der im März 1887 als „total abgenutzt“ bezeichnete Bodenbelag im Chorbereich wurde bereits im April mit Mettlacher Mosaikplatten der Firma Villeroy & Boch ersetzt. 1899 stiftete ein örtlicher Kassenverein den kompletten Austausch des Bodenbelags im Kirchenschiff.
Die Seiten des Kirchenschiffs hatten große, hohe Fenster erhalten und den pfeilerlosen Innenraum überspannte eine flache bemalte Balkendecke, die im Lauf der Jahrzehnte einige Änderungen erfuhr. Dazu dürfte die im Rahmen einer Renovierung unter Pfarrer Ley (im Amt von 1898 bis 1909), die Ausschmückung der Decke gehört haben. Diese enthielt auf blauem Sternenhimmel eine weiße, den hl. Geist symbolisierende riesige, die Flügel weit ausbreitende Taube. Die markante Darstellung der Taube war entsprechend einem harmonischen Größenverhältnis kurz vor dem Chorbogen aufgebracht worden und die von ihr ausgehenden goldenen Strahlen verliefen, sich in der Stärke verjüngend, über mehrere Balkenelemente hinweg. Eine unter Einschaltung der Denkmalbehörde Ende der 1950er Jahre durchgeführte Renovierung – unter kompetenter Leitung des Brühler Restaurators Gangolf Minn – rettete die heute bewunderte Balkendeckenanlage aus der Mitte des 19. Jahrhunderts, indem sie nach Sanierung des Gebälks, ihre ehemalige Fassung zurückerhielt.
Ein von hellem Gestühl gesäumter Mittelgang führt nach wie vor vom westlichen Haupteingang – ein Entree wird durch verschließbare Glastüren separiert – unter der Orgelempore beginnend, durch den Innenraum zum Chor und den Altären. Das lichtdurchflutete Kirchenschiff ist, da keine Pfeiler den Blick behindern, von jedem Punkt aus einsehbar. Das leicht erhöhte Niveau des Chores, der dortige Altar, die zwei Seitenaltäre sowie die links und rechts an den Seiten aufgestellten Beichtstühle und die 1875 zum Preis von 1080 Talern erworbene neue Kanzel sind alle im Blickfeld der Besucher. Auch das Spiel der alten Orgel füllt mit seinem Klang unbeeinträchtigt den Raum, wozu nicht zuletzt die Akustik einer Kassettendecke beiträgt.
Als erhaltene, historisch wertvolle Ausstattungsstücke gelten der romanische Taufstein und eine zierliche weiße Marmorplastik einer Madonna in gotischem Stil (Anfang des 15. Jahrhunderts), die dem säkularisierten Benediktinerkloster Königsdorf entstammen soll.

#### Fensterausstattungen
Unter dem als besonders kunstsinnig erwähnten Pfarrer Ley wurden um die Jahrhundertwende die Fenster von Chor und Kirchenschiff erneuert. Von den drei Rundfenstern des Chores wurde das Mittelfenster vermauert (seit 1956 wieder offen) und die seitlichen Fenster wurden den zehn, romanisch ausgeführten Fenstern des Kirchenschiffs angepasst. Die anfänglich mit einfacher Verglasung ausgestatteten Fenster des Kirchenschiffes erhielten zwischen 1899 und 1901 eine Ausstattung mit kunstvollen Glasmalereien, die nach und nach ausgewechselt, die Motive des Rosenkranzes wiedergaben. Für die Kosten der einzelnen zehn Kunstwerke fanden sich eine große Anzahl Stifter aus der Schar der Gemeindemitglieder. Hersteller und Lieferant war ein Düsseldorfer Unternehmen.
Die während des Krieges durch Granatenbeschuss geschädigten, teilweise mit Pappe behelfsmäßig verklebten Kirchenfenster mussten saniert werden. Im Herbst des Jahres 1951 konnte eine Neuverglasung der Kirchenfenster von einer Bonner Glaserei zu einem Festpreis von 2000 DM durchgeführt werden.

#### Altäre

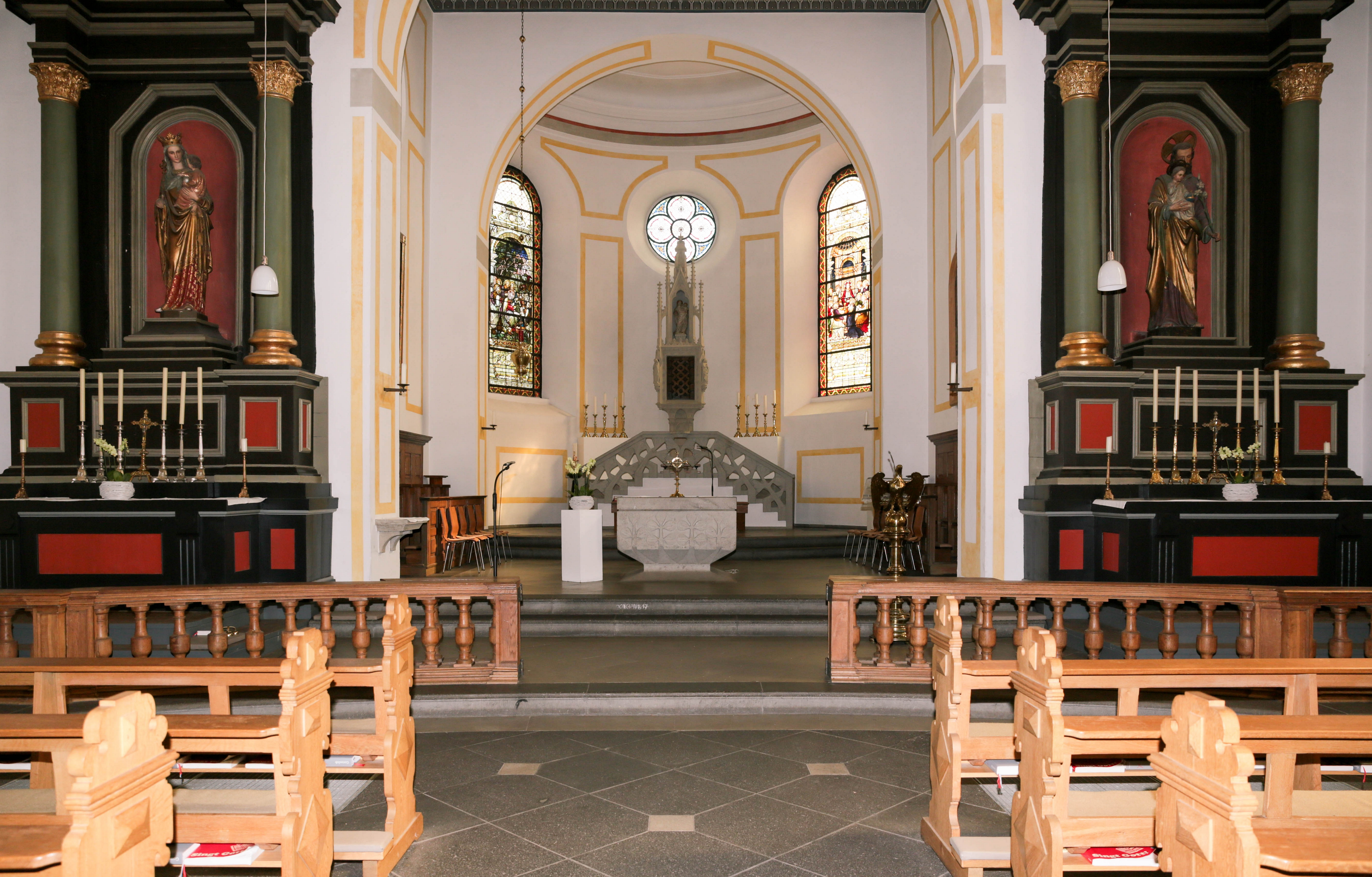
Seitenaltäre, Chor, Hauptaltar vor Sakramentshäuschen

Der erste Hochaltar in der neuen Kirche war bereits zur Franzosenzeit in die alte Sechtemer Kirche gelangt. Es war ein marmorner Baldachin-Altar aus der ehemaligen, 1802 säkularisierten Pfarrkirche St. Brigida in der Kölner Altstadt. Er wurde nach einer Renovierung 1848 in der neuen Kirche als Behelf aufgestellt. Ihm folgte 1864 ein steinerner Hochaltar, der nach Umbauten der Jahre 1903 und 1908 und seiner Freilegung 1939 (die auch ein hinter ihm stehendes Sakramentshäuschen sichtbar machte), bis in die 1960er Jahre genutzt. Nach den liturgischen Änderungen des II. Vatikanischen Konzils in Rom wurde die Pfarrkirche von 1968 bis 1976 renoviert und der Hochaltar abgebaut. Ein neuer, jetzt zeitgemäßer Altar aus Wölflinger Trachyt des Kölner Bildhauers Hein Gernot dient nun der Messfeier.

#### Orgelanlagen

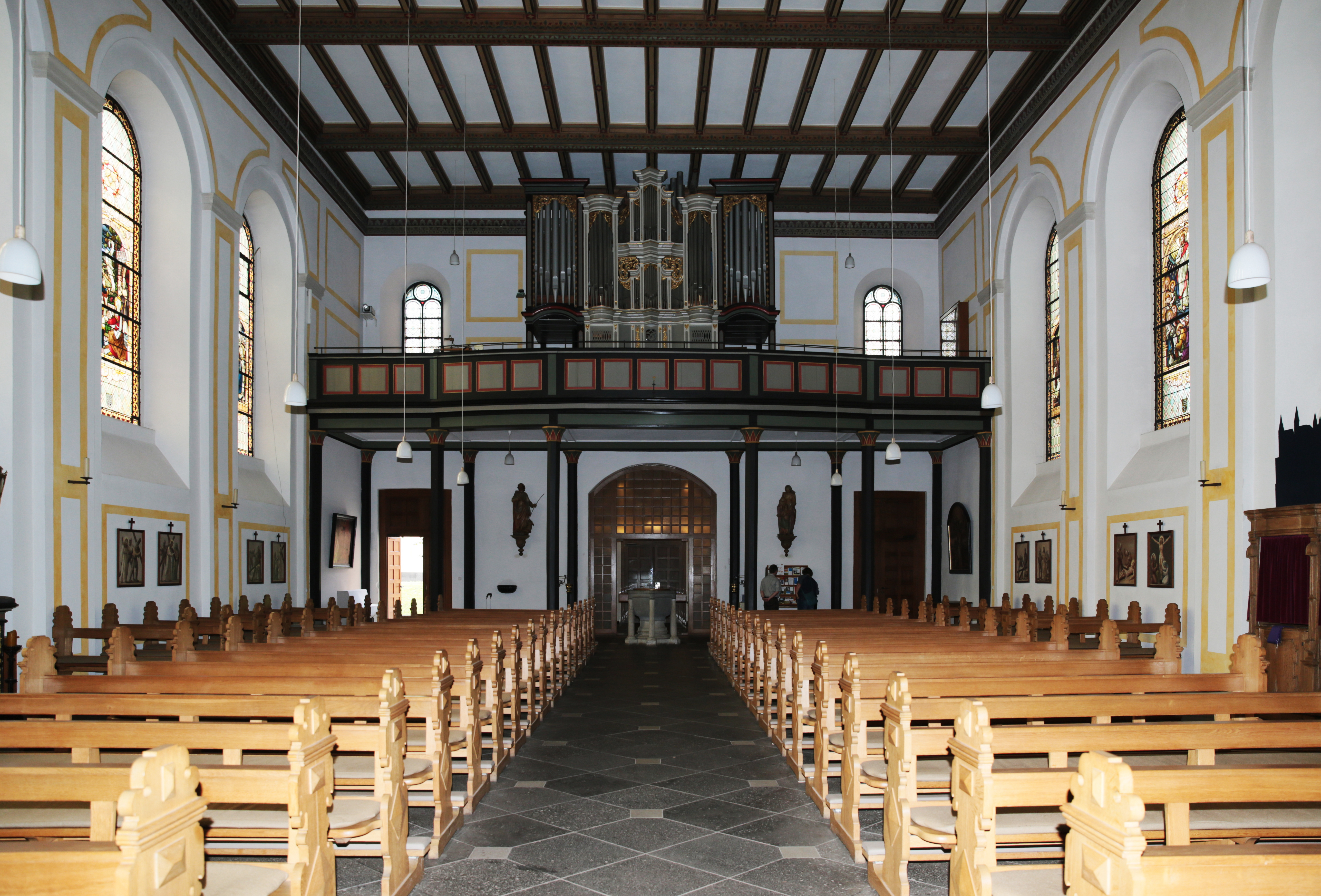
Orgelempore über den westlichen Eingängen

Zur ersten Orgel einer Sechtemer Pfarrkirche schrieb Paul Clemen „Der Mittelbau der Orgel ist ein feines Rokokowerk von reizvoller Disposition“. Damit beschrieb er eine von der Firma Adolph Ibach hergestellte Orgel, die 1848 als gebrauchte Anlage zum Preis von 1050 Talern günstig erworben werden konnte. Die zuvor vorübergehend in der Düsseldorfer Lambertuskirche installierte Orgel wurde 1843 renoviert. 1911 beschloss man den Kauf einer neuen Orgel des Bonner Orgelbauers Klais. Nach Inzahlungnahme der alten Anlage, verblieben Anschaffungskosten von 7400 Mark. 1917 entgingen die zinnernen Orgelpfeifen nur knapp einer kriegsbedingten Demontage, da das von der Kirchengemeinde gestellte Gesuch zum Verbleib der Orgelteile von dem damaligen Provinzialkonservator Renard in Bonn unterstützt wurde.

## Wandel im Kirchenumfeld

### Abriss der mittelalterlichen Nikolauskapelle
Die erste prägende Veränderung des Ortsbildes (und zugleich des Kirchenumfeldes) war der 1768/69 durch den neuen Besitzer Heinrich von Monschaw betriebene Abriss der alten, baufälligen Nikolauskapelle. Die 1771 abgebrochene Kapelle war – nach einer schriftlich erhaltenen Beschreibung des damaligen Vikars Müller – von einem wesentlich kleineren Neubau ersetzt worden. Auch ein auf dem Nikolausberg erbautes Backhaus des benachbarten Pastorats soll während der Arbeiten zum Neubau applaniert worden sein.

### Pfarrstelle, altes und neues Pfarrhaus

#### Einkünfte
Hausherr einer auch als Pastorat bezeichneten Amts- und Wohnstätte war der Pfarrer oder auch Pastor einer Kirchengemeinde. Als erster Amtsträger erscheint als Zeuge ein Pastor Heinrich in einer Urkunde des Burggrafen von Landskron, in der im Juni 1249 dem Kloster Schillingskapellen eine Hufe Land in Sechtem (aus den ehemaligen Gütern der Benediktinerinnen OSB in Dietkirchens) als Lehen übertrug. Diese Dotation wurde zum Grundstock einer Pfründe, die dem Unterhalt der Pfarrstelle diente. Aus dieser relativ bescheidenen Dotation der Pfarrstelle, waren nach Angaben des Kölner Historiographen Gelenius im Jahr 1569 (es sollen Zulagen aus dem Kirchenzehnten gewesen sein) bereits 21 Morgen Ackerland geworden, die sich dann, laut Angaben des Pfarrers von 1784, auf 66 5⁄8 Morgen Ländereien ausgeweitet hatten. Hinzu kamen Holzungen von 15 Morgen und ein Weingarten (kirchengarten) und ein Zehnt von weiteren neun Morgen. Hinzu kam ein Staatssalär von 240 Mark.

#### Altes Pfarrhaus
Ein bescheidenes frühes Pfarrhaus für die Seelsorger (Vikare, Pastoren, Pfarrer) der Sechtemer Pfarre wurde im Jahr 1426 von Pfarrer Gobelin erwähnt. Eine Beschreibung aus dem Jahr 1845 bezeichnet das alte, über einem eingewölbten Keller errichtete Pfarrhaus als Fachwerkgebäude, dessen Wände, bis auf die mit Ziegeln vermauerten Gefache des Nordgiebels, nur aus einem Lehm/Strohgemisch auf Stakhölzern bestanden. Als Witterungsschutz war das Gebäude mit einem Mörtelbewurf verputzt und weiß gekälkt worden. Das zweigeschossige Gebäude hatte einen Balkon, eine Ziegeldeckung und Schiefereinfassungen erhalten. Als Hausherr ist in der Mitte des 15. Jahrhunderts Dietrich Vonk als zehnter Geistlicher angeführt, der als Vikar Seelsorger in Sechtem und Pfarrer des Stiftes Dietkirchen war. Dies belegt eine Urkunde von 1457, in der er mit seinem Kirchensiegel einen Pachtvertrag wegen des Landskroner Hofes zu Sechtem, zwischen Johann Hauft van Berge (Berge = heutiges Walberberg) und den Besitzern Ritter Lutter Quad Herr zu Tomburg und Landskron sowie Junker Johann von Eltz siegelte. Der Luxemburger Nikolaus Schröder war 1749 Kaplan in der Kölner Pfarrkirche St. Brigida in Köln und wurde 1762 Pfarrer in Sechtem und wurde von dort nach Rüngsdorf bei Bonn versetzt. So erklärt sich, warum der Hochaltar aus der Pfarrkirche St. Brigida nach Sechtem in die Pfarrkirche gelangte.

#### Heutiges Pfarrhaus

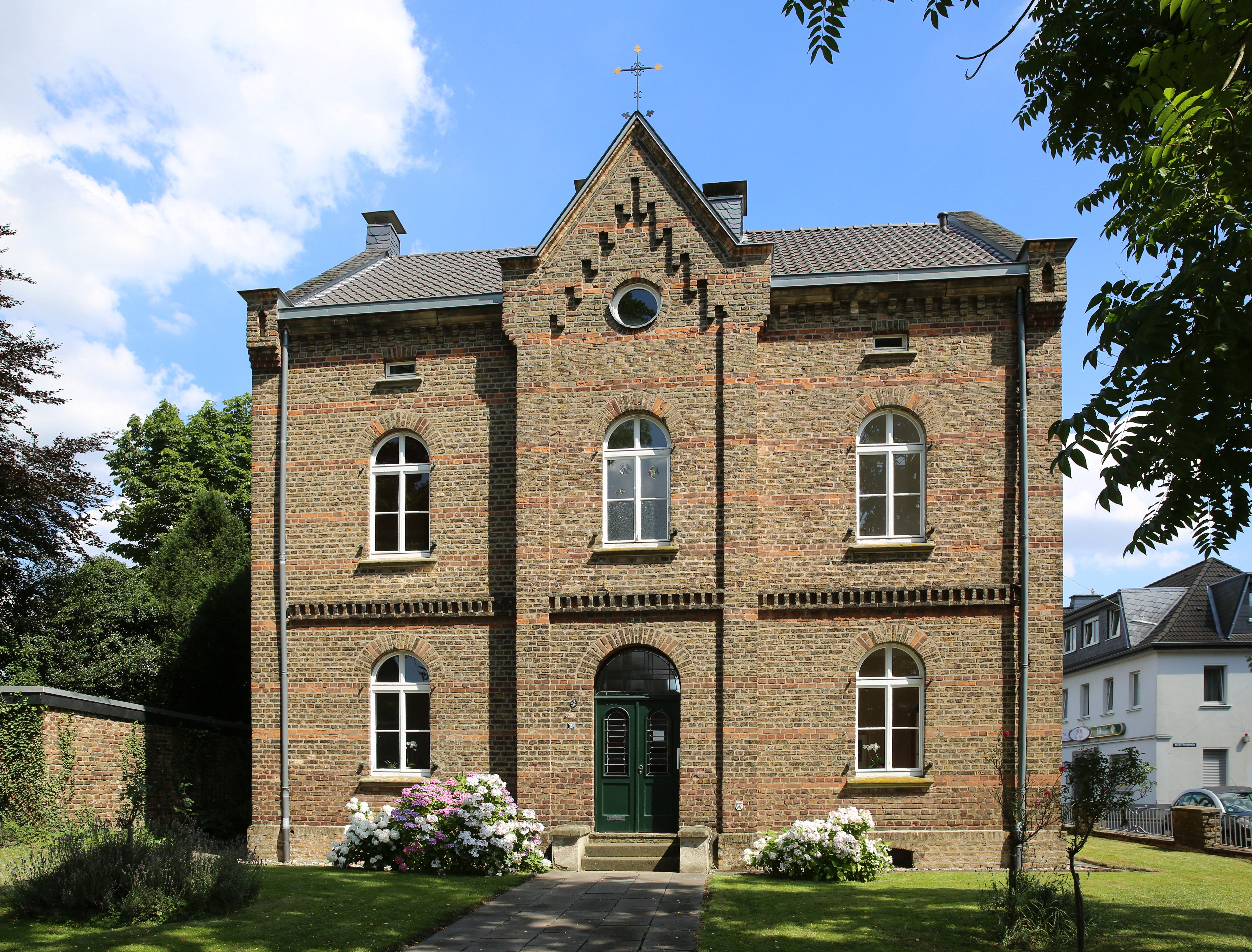
Pfarrhaus Straßburger Straße

Das neue Pfarrhaus der Pfarrgemeinde St. Gervasius und Protasius entstand in den 1870er Jahren auf dem Areal der Wirtschaftsgebäude der Pfarrstelle und nahm den Platz der alten Scheune ein. Mit dieser wurden, da von alters her auch Landwirtschaft betrieben worden war, alle Ökonomiegebäude – zum Beispiel Pferde-, Kuh- und Schweinestall – öffentlich versteigert und an die Meistbietenden auf Abbruch verkauft.
Der Nachfolgebau des alten Pfarrhauses soll nach Skizzen des Pfarrhauses St. Peter in Vilich entstanden sein. Nach dessen Vorbild Baurat und Kommunalkirchenbaumeister Schubert (Bonn) zum Ende des Jahres 1874 Pläne erstellt und vorgelegt hatte. Die Pläne, deren Kalkulation einen Kostenvoranschlag von 15 000 122,44 Mark beinhaltete, wurden akzeptiert und der Neubau in Auftrag gegeben. Nach vertraglichen Terminvorgaben wurde der Beginn der Arbeiten auf den März 1875 festgelegt und die Fertigstellung des Rohbaus (einschließlich der Eindeckung) war zum November des Jahres vorgesehen. Die Endabrechnung sollte nach einem auf den 1. Juli 1876 festgesetzten Termin erfolgen. Das bauausführende Unternehmen Pütz aus Limperich konnte die Terminierung einhalten und erhielt (Vorzepf nennt als Quelle das Stadtarchiv Bornheim), aus eigenen Mitteln der Zivilgemeinde einen Restbetrag von 16 397,86 Mark. Erster Hausherr des neuen Gebäudes war der seit 1873 amtierende und 1889 verstorbene Pfarrer König.
Die hier angeführten Geistlichen sind nur eine Auswahl der namentlich bekannten Seelsorger der Sechtemer Pfarre, die über Jahrhunderte in den unterschiedlichsten Urkundengenannt, und fast lückenlos nachgewiesen werden können.

### Spuren alter Begräbnisstätten
An dem schlechten Zustand des alten, die Pfarrkirche umgebenden Sechtemer Kirchhofs – er war kircheneigenes Land – änderte sich über Jahrhunderte nur wenig. Der wohl in seinen Anfängen (siehe Bestattungsrecht einer Pfarrkirche) volkstümlich Gottesacker genannte Friedhof, verblieb auch nach dem Abriss des Beinhauses (s. Visitation 1687) in desolatem Zustand, die weiter bemängelten Dinge wurden ignoriert und an ihrem Zustand hatte sich noch 1817 nichts geändert. In einer Anmerkung zum Kirchhof des Jahres 1826 heißt es: „Das große hölzerne Kreuz mit einer Kniebank unter dem Nussbaum, neben dem Ort wo die ungetauften Kinder begraben werden, wurde von einer Witwe errichtet.“ Der separate Bestattungsplatz für ungetauft verstorbene Kinder war seit der Synode von Karthago im Jahr 418 verfestigte Vorgehensweise in der katholischen Kirche.
Der Umfang des Kirchhofgeländes, war seit dem Abriss der größeren mittelalterlichen Bauwerks der Pfarrkirche durch den wesentlich größeren Neubau Leydels verkleinert worden und der spätere Abbruch des alten Pfarrhauses mitsamt dessen Wirtschaftsgebäuden, brachte neue Freiflächen, die es offenbar ermöglichten Land des Pfarrgartens an anderer Stelle zu veräußern. Diese Verknappung des alten Kirchhofgeländes bewirkte, dass 1883 ein Beschluss zur Vergrößerung des Geländes gefasst wurde, in dessen Folge 481 m² des angrenzenden Pfarrgartens erworben wurden, dem sich eine letzte Erweiterung im Jahr 1896 anschloss. Danach erhielt der Friedhof eine gemauerte Einfriedung aus Backstein deren zwei Eingänge Spitzgiebel schmückten.

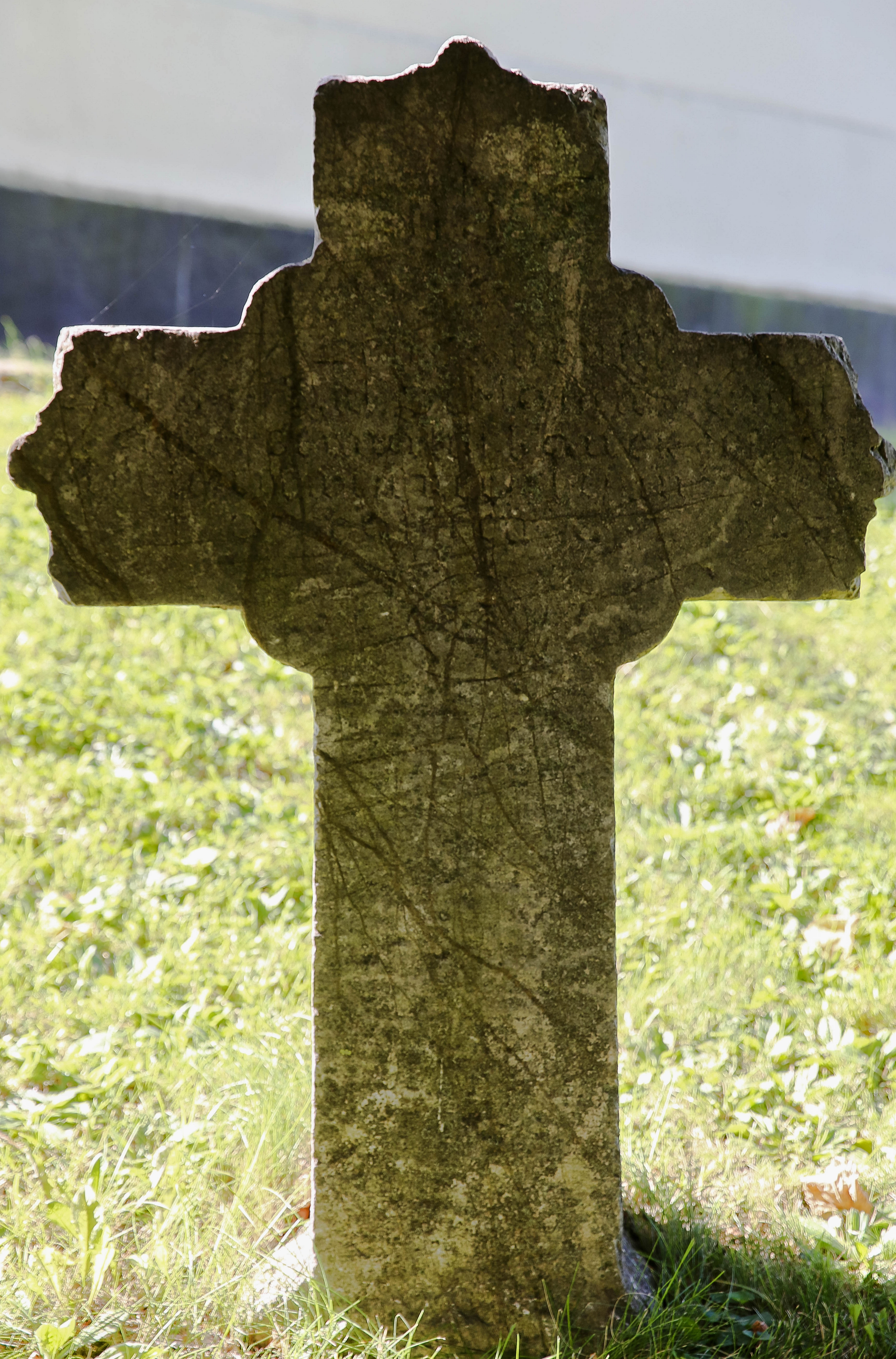
Grabkreuz (1705) des Bernatus Bauch, Ophalfe und Schöffe am Gericht zu Sechtem.
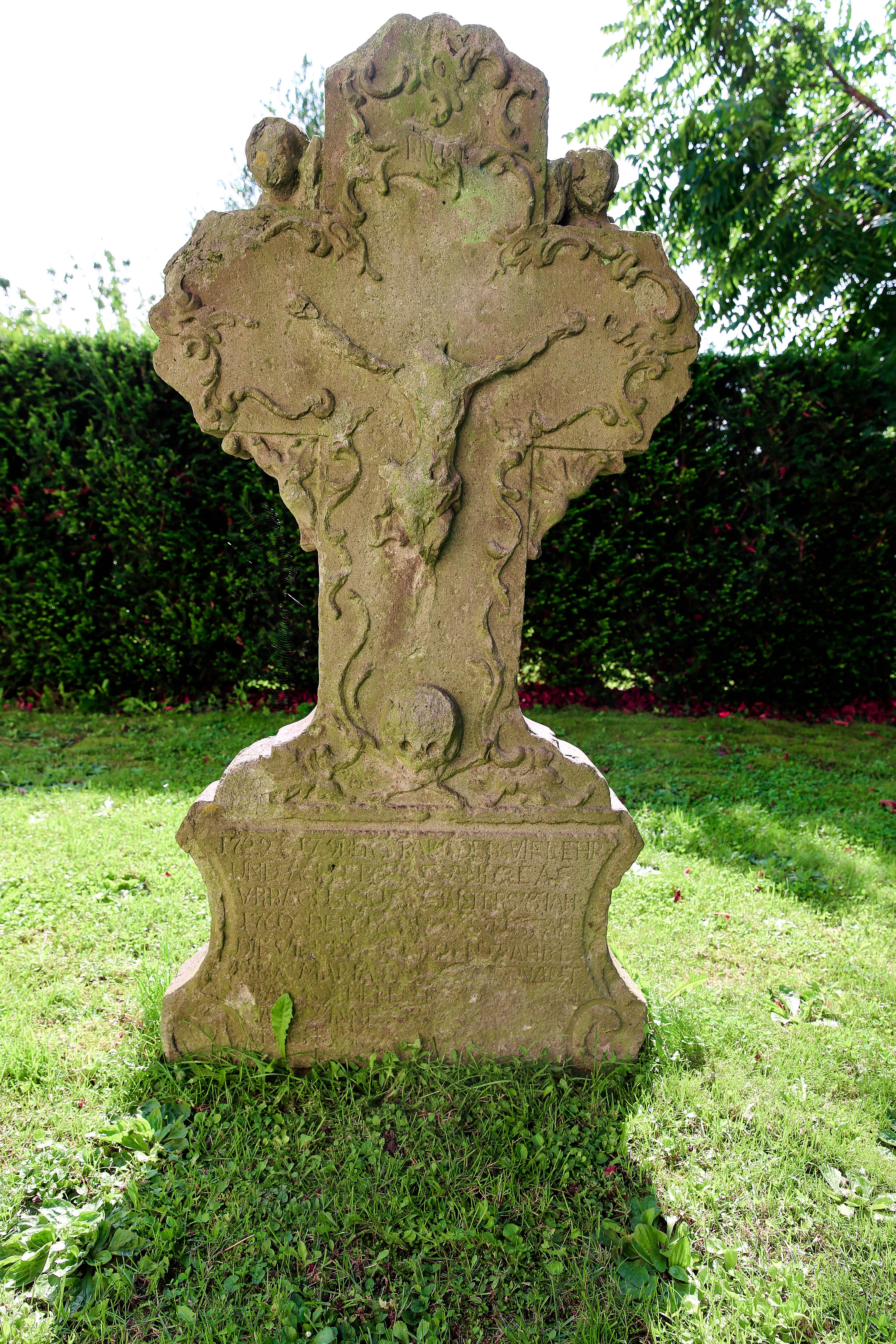
Grabkreuz († 1729) der Eheleute Andreas Urbach und Anna Bauch († 1760). Urbach war Ophalfe des Ophofs zu Sechtem
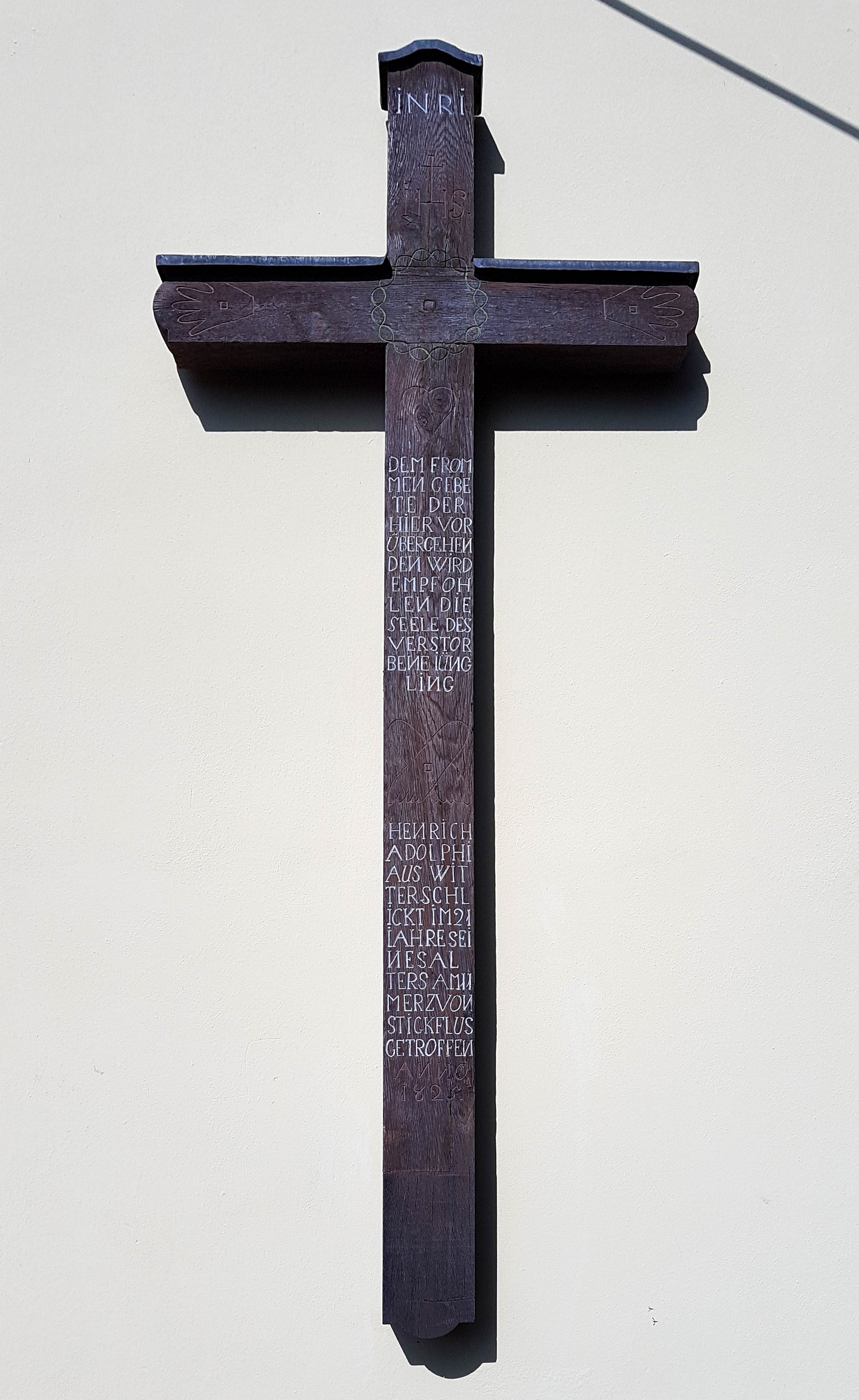
Holzkreuz des Heinrich Adolph aus 1825, ehemals an der Rückseite des Kirchenschiffs
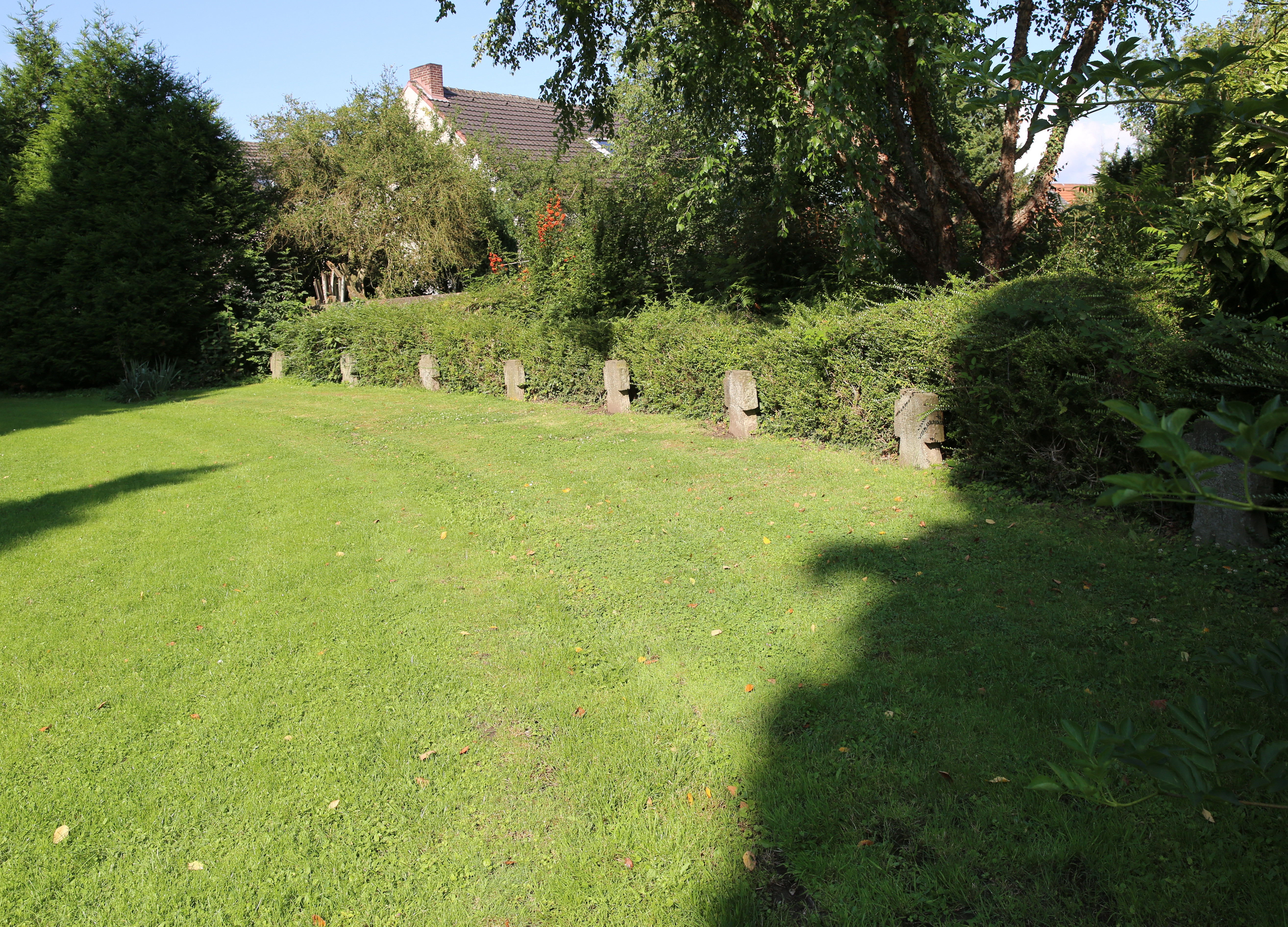
Ehemaliges Kirchhofgelände, heute Grünanlage.

Als früheste Zeugnisse der neuzeitlichen Bestattungen auf dem Kirchberg blieben vier steinerne Grabkreuze des 18. Jahrhunderts erhalten, von denen einer derart verwittert ist, das keinerlei Schriftzeichen erkennbar sind.
1)

„A(NNO) 1705 DEN 6. AVGVST IST IM H(ERRN) ENTSCHLAFEN DER ACHTBARER

 BERNATVS BAVCH DES GERICHTS SECHTEM GEWESENER SCHEFFE VND OPHALFEN. G.T.D.S“

2) Unleserlich, verwittert
3) Inschrift der Rückseite

„A(NNO) 1760 DEN 2. OKTOBER STARB DER WOHL

ACTBARRE HALBWINNER ANDREAS KALLEN

A(NNO) 17….. DEN …..STARB DIE TUGENDSAME FRAU (ANNA OSTEN)

4) Inschrift Rückseite: 1729 17. 9BRIS STARB DER VIELEHR

UND ACHTBARE ANDREAS URRBACH , SEINES ALTERS 45

JAHR ….. 1760 DEN 18. AUGU(ST) STARB DIE VIEI EHR UND ACHTBARE

ANNA NARIA B(AUCHS) URBACHS HALBWINNER ZULETZT UPHOFF“

Der alte Kirchhof, inklusive seiner Erweiterungen des 19. Jahrhunderts wurde
Zum 1. Januar 1959 geschlossen. Anfang der 1960er Jahre brach man die Überbauten der Eingänge ab und die Mauer des aufgelassenen Friedhofs war nur noch in Teilstücken vorhanden. 1979 wurden letzte Grabplätze eingeebnet, Grabsteine abgebaut uns noch verbliebene Verstorbene umgebettet. Letztendlich wurde die gesamte Fläche in eine Grünanlage verwandelt. In deren abschließender Grundstücksmauer einige vom alten Friedhof stammende Gedenkplatten verdienter Bürger eingelassen wurden. 1980 waren die Reste der Friedhofsmauer entsorgt und im Jahr 1981 schuf man für die entfernt wohnenden Besucher der Gottesdienste eine gegenüber von Kirche und Kapelle gelegene Parkplatzanlage an der Straßburger Straße.

## Seelsorgebereich Bornheim-Vorgebirge
Seit einer Neuordnung der Seelsorgebereiche ist die Pfarrei St. Gervasius und Protasius in Sechtem dem Seelsorgebereich Bornheim – Vorgebirge zugeordnet. In diesem Bereich wurden acht Pfarrgemeinden vereinigt. In diesem Zusammenschluss sind die Pfarrgemeinden St. Albertus Magnus (Dersdorf), St. Michael (Waldorf), St. Joseph (Kardorf), St. Aegidius (Hemmerich), St. Markus (Rösberg), St. Martin (Merten), St. Gervasius und Protasius (Sechtem) und St. Walburga (Walberberg) vertreten.